# Bagne de Brest
Le bagne de Brest est un établissement pénitentiaire, en activité de 1749 à 1858. Le bâtiment principal du bagne, construit par Antoine Choquet de Lindu de 1750 à 1751, dominait le port du long de ses 254 mètres, à l'emplacement de l'actuel boulevard Jean-Moulin, sur la rive gauche de la Penfeld (près de l'actuel hôpital d'instruction des armées). Il fut détruit à la fin des années 1940 lors de la reconstruction de Brest. 
Deuxième bagne de France après celui de Toulon, il pouvait loger jusqu'à 3 700 forçats, et a accueilli près de 60 000 condamnés en un siècle, dont un tiers est mort en détention. Il a joué un rôle clef tant pour l'institution judiciaire et pénitentiaire que pour la ville de Brest, marquée par la présence de cette population atypique en plein cœur de la ville et par leurs nombreuses réalisations.

## Historique

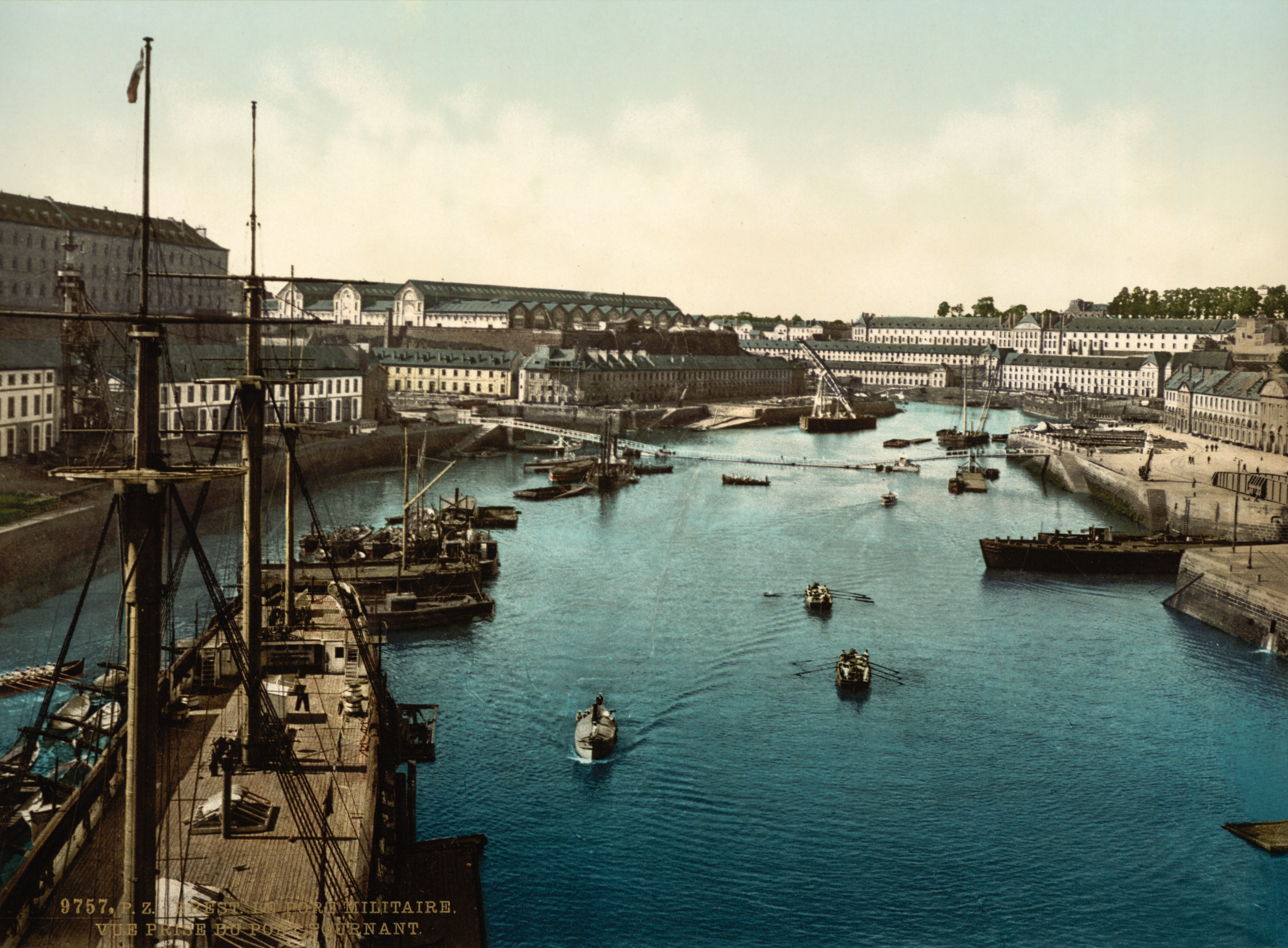
Le port et l'arsenal en Penfeld depuis le Grand Pont : de gauche à droite, côté Recouvrance, la caserne du 2e dépôt des équipages de la flotte, les ateliers du plateau des Capucins ; côté Brest, la corderie et le bagne la surplombant, puis la majorité générale.
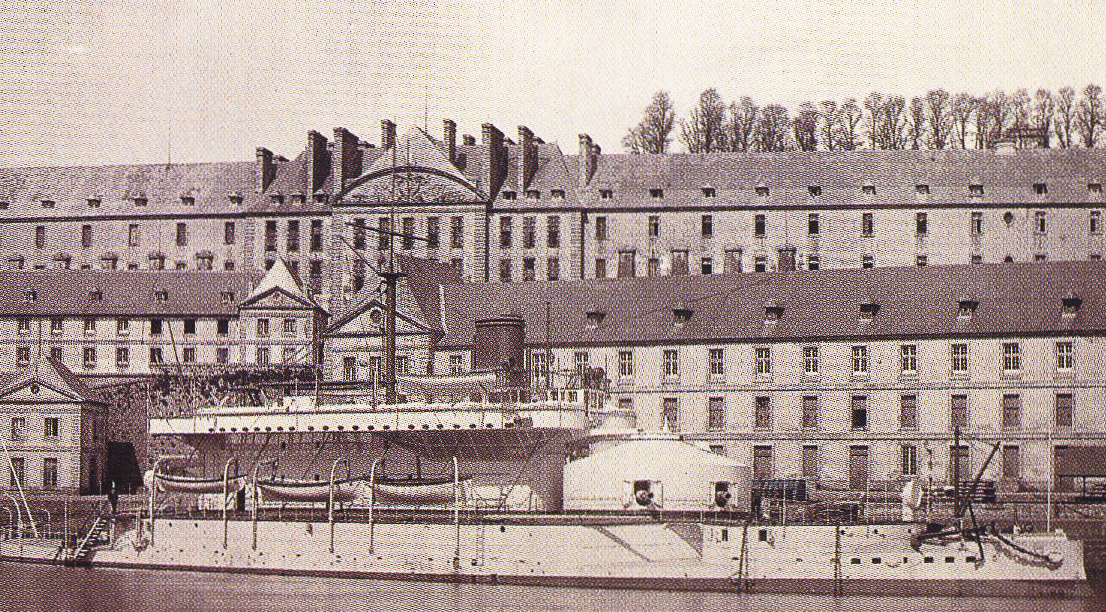
Le garde-côte cuirassé Fulminant lancé à Cherbourg en 1877 devant le bagne de Brest.
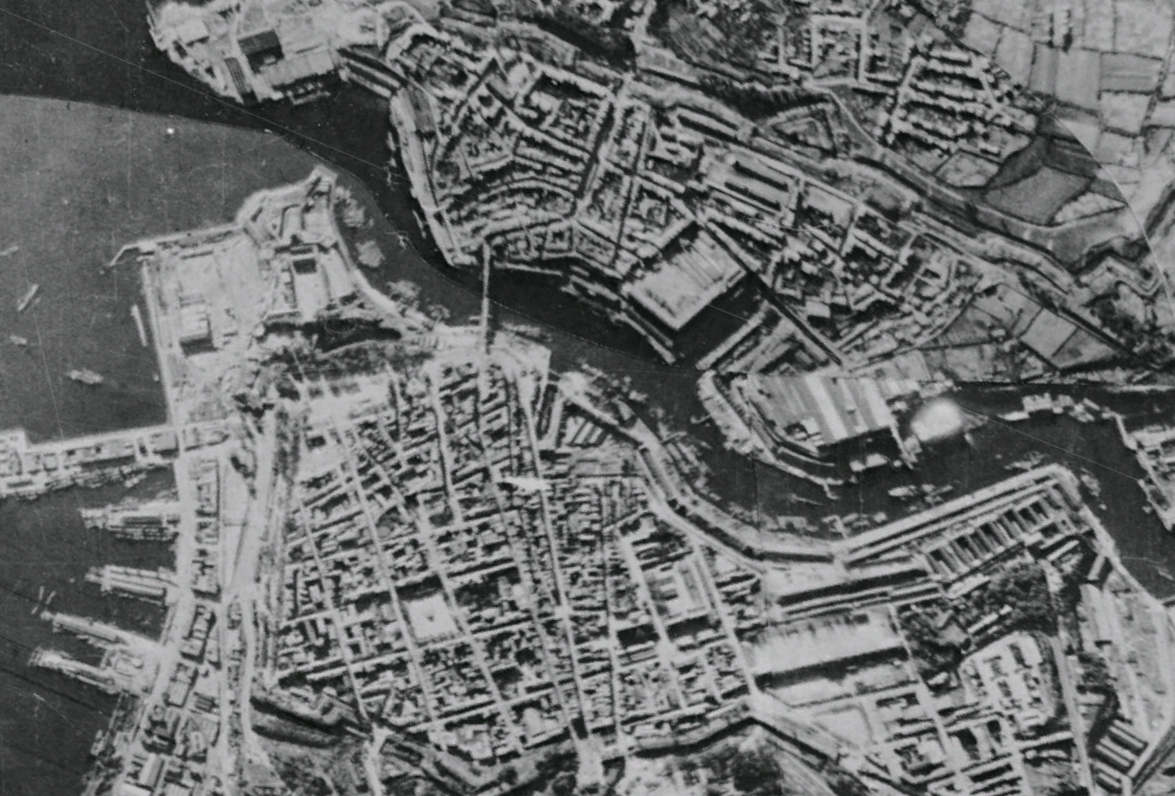
Brest en 1943. Face à l'atelier des Capucins, le bagne est intact, mais sert désormais d'entrepôt.
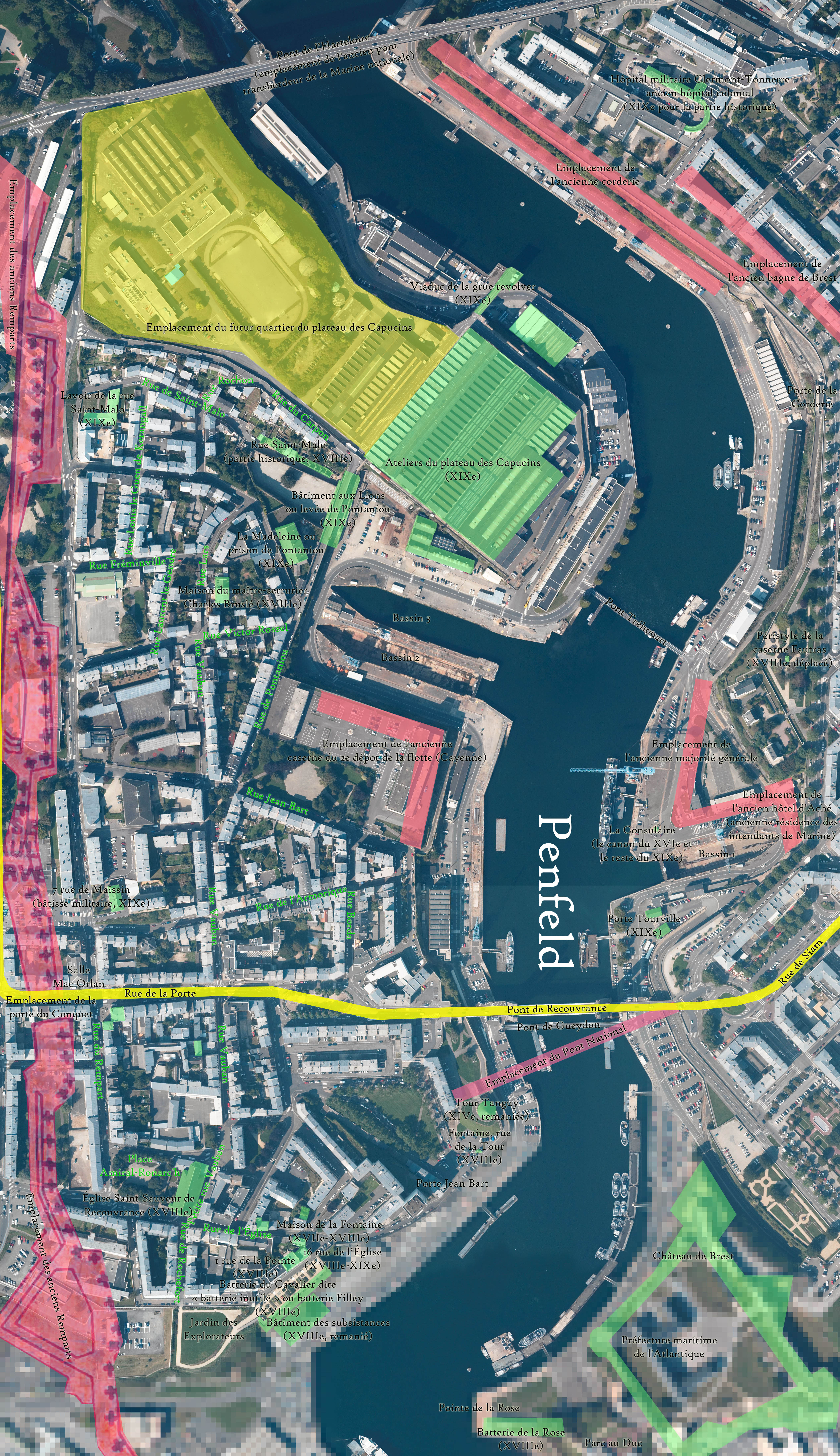
Vue de la partie historique du port militaire aux bords de Penfeld et du quartier de Recouvrance en 2004. Le bagne et les anciennes corderies sont indiqués en rouge, en contrebas de l'hôpital militaire.

Après la défaite française de la guerre de Sept Ans, le pouvoir royal comprend l'importance décisive d'une marine puissante, qui ne peut être développée sans de grands travaux de construction dans les arsenaux. La monarchie manque pour cela de main d'œuvre. Elle va la trouver dans les galères, et cela sans grands regrets : les galères ne peuvent accueillir des canons qu'à la poupe et à la proue, et sont donc devenus inadaptés à l'évolution de la marine de guerre. Le 27 septembre 1748, Louis XV rattache les corps de galères (auparavant indépendants) à la marine royale. Les forçats, jusqu'alors détenus sur leurs navires, devaient bien être hébergés à terre. Un premier bagne est construit à Toulon en 1748. La même année, il est décidé d'en construire un deuxième à Brest. C'est Antoine Choquet de Lindu, architecte du port, qui eut la charge de construire le bagne de la cité du Ponant, qu'il considère comme sa plus grande réalisation.
Dans un premier temps, on cherche s'il est possible de réaffecter un bâtiment existant à cette nouvelle fonction. L'architecte choisit plutôt de construire un bagne ex nihilo, dont l’architecture fût expressément dictée par les objectifs assignés à ce type de résidence. Dans un texte manuscrit, Antoine Choquet de Lindu insiste sur la particularité de l’édifice construit à Brest qui est « presque le seul bâtiment qui ait été élevé dans la vue directe de renfermer les malheureux avec une dépense et une somptuosité au-dessus de tout ce qui a été fait en ce genre ».
Sa localisation fut difficile à décider. Si beaucoup de Brestois désiraient qu'il fût construit à l'intérieur de l'enceinte de l'arsenal, aucun emplacement « en bas de falaise » ne disposait de la place suffisante pour sa construction ni des conditions sanitaires adaptées au bâtiment (eau douce, ventilation…). Aussi fut-il construit finalement à Lannouron, sur la rive gauche de la Penfeld, entre la corderie haute, la caserne et l'hôpital.
Mais le temps presse ! Avant que les travaux ne commencent, une première chaîne de forçats arrive de Marseille en mai 1749. La corderie basse est donc transformée en bagne provisoire, accueillant quelque 961 premiers détenus, en attendant l'édification d'un bâtiment dédié. En 1752, les travaux étant finis, 2 000 personnes sont transférées de la corderie dans leur nouvelle prison.
Pendant 106 ans, près de 60 000 personnes sont détenues dans ces murs, et purgent leurs peines au Bagne de Brest, l'un des plus grands de France. Ils apportent une main d'œuvre considérable à l'arsenal, à l'aménagement et à l'économie de la ville.
En 1802, des Antillais au nombre de 1 500 sont amenés de la Guadeloupe et de Saint-Domingue pour être ensuite déportés en Corse.
Au milieu du XIXe siècle, la main-d'œuvre abondante que demandait auparavant la construction des navires devenait moins nécessaire, du fait de la mécanisation et du recours à la machine à vapeur. La force de travail des bagnards, autrefois indispensable à l'arsenal, devenait inutile et encombrante, tout du moins en métropole. Dans les colonies, en revanche, l'abolition de l'esclavage provoqua la fin d'une main d'œuvre toute trouvée, que pouvaient utilement remplacer les malheureux forçats. En outre, un débat s'engageait sur l'utilité sociale des bagnes, alors que les conditions d'hygiène y étaient déplorables, faisant du bâtiment un danger sanitaire, foyer épidémiologique certain (une épidémie de choléra y sévit pendant trois mois à l'automne 1849). En 1852, les forçats furent donc désormais envoyés dans les colonies pénitentiaires, en particulier à Cayenne (Guyane française) pour les condamnés transitant par Brest. Après le départ d'un 25e navire vers Cayenne, le bagne fut donc fermé, en tant qu'établissement pénitentiaire, le 1er septembre 1858.
Un temps laissé désert, le bâtiment trouva dans le stockage de matériel pour l'arsenal une nouvelle fonction (en 1878, on y entreposait de la literie pour la Marine). Il servit ensuite, pendant la Première Guerre mondiale, d'hôpital complémentaire, puis de centre de réforme et enfin de magasin.
Bombardé pendant la Seconde Guerre mondiale, le bâtiment aurait pu être réhabilité. Mais le commandement de l'arsenal a préféré que soient rasés tous les grands bâtiments de la rive gauche de la Penfeld, récupérant les gravats pour renforcer les murs de la base navale, et combler les dénivellations de la nouvelle ville, notamment aux abords de la muraille. Les murs du bagne ont donc servi notamment à renforcer la protection du site militaire, au cœur de la ville.

## La «Prison-machine»: corriger les corps et les esprits
Michel Foucault voit dans le bagne une « prison-machine » dont la vocation consiste d’une part à priver les condamnés de leur liberté, d’autre part à les corriger c’est-à-dire à exercer sur leurs corps et leurs esprits un ensemble de dispositifs destinés à normaliser leurs comportements.
Le bagne brestois est emblématique de cette évolution de la justice carcérale. Le bâtiment doit permettre d’une part de surveiller, d’autre part de priver de liberté, enfin de garantir l’existence physique des individus. Le bagne de Brest se caractérise par sa forme panoptique, anticipant les travaux de Jeremy Bentham sur l'organisation de nouvelles prisons.
En plaçant les postes de garde au centre de l’édifice, en permettant aux gardiens de surveiller d'un même endroit (tour centrale ou chambre des officiers) une salle entière, l'architecte permet une surveillance totale des prisonniers qui, à aucun moment, ne peuvent se soustraire au regard de leurs gardiens. Michel Foucault insistera sur l'importance de la surveillance globale comme moyen de coercition sur les détenus.
C’est dans ce lieu qu’était expérimentée, pour reprendre l’expression de Michel Foucault, la « technologie corrective de l’individu ». Voleurs et assassins y étaient contraints à une discipline totale. Le travail devait participer à la réhabilitation des individus « déviants » que la société se devait de remettre dans le droit chemin. Le bagne est donc une structure destinée à les rendre dociles et utiles. Une réhabilitation qui passait également par la discipline religieuse, comme l’atteste « l’autel sur roulettes » prévu par l’architecte Antoine Choquet de Lindu et « que l’on transporte au pied de l’escalier pour venir à l’enfilade des salles et y dire la messe (…), les forçats ne bougeant point de leurs bancs ».
L'ouverture du bagne sur l'extérieur et la possibilité laissée à des badauds d'entrer dans l'enceinte se voulait avoir également un rôle pédagogique. Le rôle social du bagne est bien également d'inspirer l'effroi et la pitié — ainsi espérait-on dissuader les témoins extérieurs de commettre des fautes qui pourraient à leur tour les conduire à la place de ceux qu'ils observent. Une curiosité morbide pousse donc certains visiteurs à venir se rendre compte sur place, si bien que le bagne fit l’objet d’un « tourisme carcéral », comme en témoigne un manuscrit anonyme de 1842 : deux jeunes gens d’une vingtaine d’années, en voyage de découverte dans la région, profitent d'un passage à Brest pour pousser les portes de l’établissement pénitentiaire, découvrir et décrire la vie des condamnés et la vie au bagne.
Cette philosophie corrective atteint vite ses limites. François Vidocq, dans ses mémoires, décrit avant tout l'institution comme un lieu de corruption des âmes plutôt qu'un lieu de réhabilitation. Pour ne pas subir les injures ou les humiliations de ses codétenus, les nouveaux arrivants se livrent vite au blasphème et aux outrages, y compris les membres du clergé. La pression sociale de la société carcérale pousse les détenus à la « perversion », comportement de façade dans un premier temps, mais qui modifie progressivement le fond des individus. Vidocq en tire la conclusion que là où un séjour de quelques mois pourrait permettre effectivement de « corriger les âmes » des délinquants, les bagnards en sortent, au bout de cinq ou dix ans, complètement corrompus, et gardent dans leur nouvelle vie les vices qu'ils ont contractés au bagne. Loin de la philosophie corrective de départ, cette solution de détention est donc déjà criminogène, d'autant plus que la hiérarchie qui se développe dans la société des bagnards donne le premier rôle aux assassins et aux délinquants les plus endurcis.
Philippe Jarnoux, spécialiste du bagne brestois, voit dans cette nouvelle réponse pénale une première expérience totalitaire. À une époque où les documents administratifs sont pauvres, la mise en fichier des bagnards, l'enregistrement très précis de leur description physique, de leur origine et du motif de leur condamnation, et leur attribution d'un numéro d'immatriculation est une des premières expériences de fichage. Cette « première tentation totalitaire » est précurseure du fichage et du codage des individus qui va se développer au XIXe et au XXe siècle.

## Une architecture novatrice

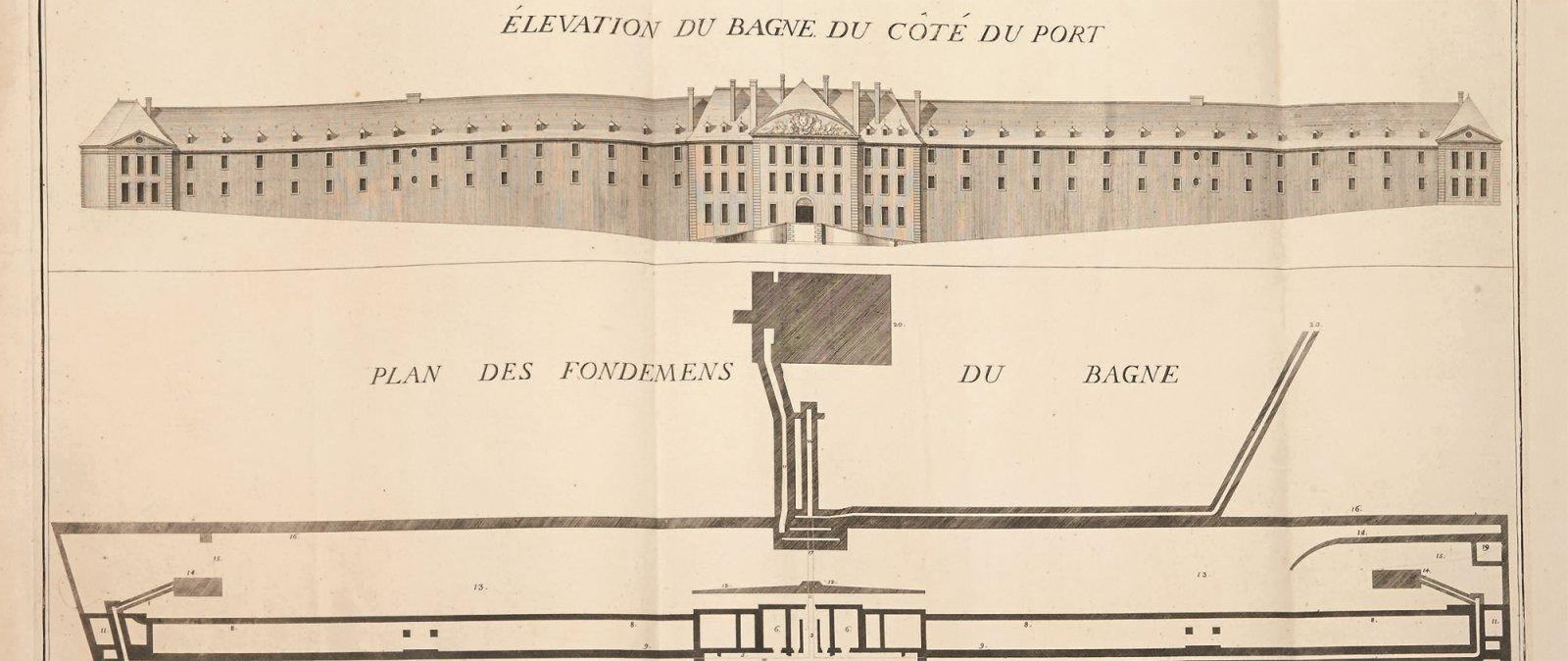
La façade du bagne du côté du port et plan des fondations, par l'ingénieur Antoine Choquet de Lindu, 1757-1759.
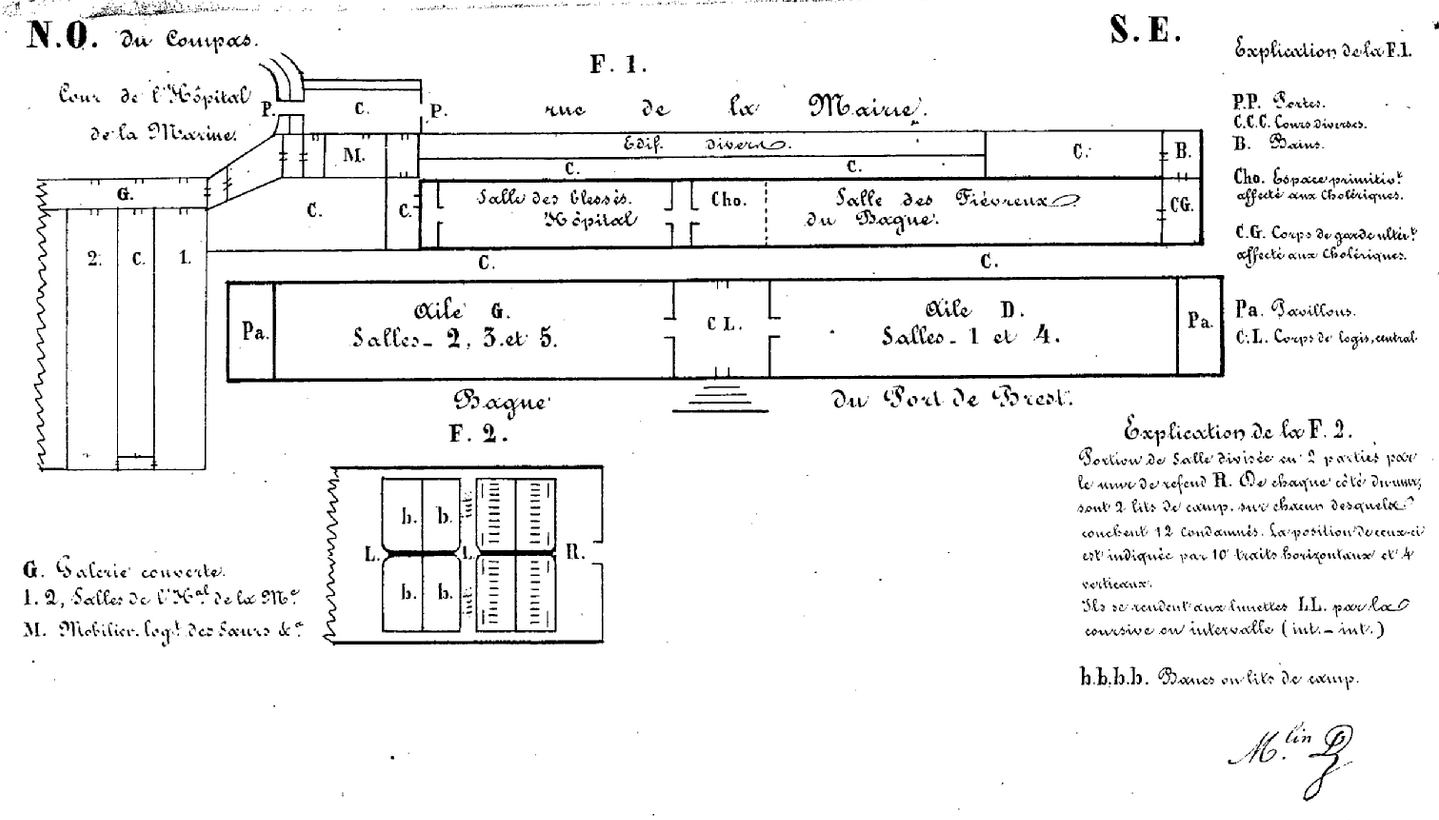
Plan général du bagne en 1849, dessiné par un médecin y ayant soigné une épidémie de choléra

### Le bâtiment principal

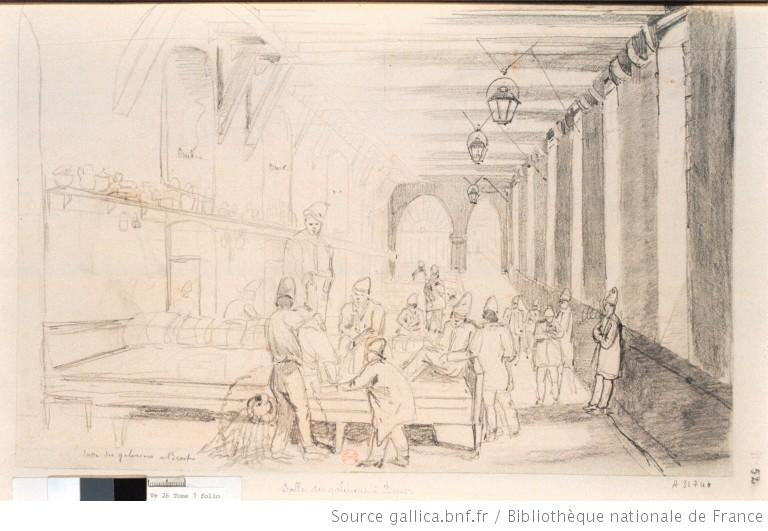
Une salle de détention.

Le bâtiment, long de 260 mètres et haut de 25 m, est constitué d'un pavillon central, prolongé de part et d'autre par deux ailes, ayant chacune à leur extrémité un autre pavillon, plus petit. L'édifice était conçu pour répondre à trois objectifs :
1. maintenir aisément la police,
2. éviter l'évasion des forçats,
3. leur fournir les besoins indispensables à la vie.

Pour les deux premiers aspects, le choix est fait de diviser les espaces. Deux ailes sont construites, encadrées d'un grand pavillon central et des pavillons extérieurs. Les ailes étaient destinées aux prisonniers. Toujours dans l'idée de diviser les espaces, deux étages sont construits. Chacune des quatre salles recevant les condamnés est elle-même divisée en deux par un mur d'1,30 m. Au premier étage, la salle située au Nord renferme une section plus petite où sont détenus les suspects et les indociles.
Sous les combles, une salle a notamment servi à loger les invalides, les malades incurables ou les convalescents. Quelques cellules permettaient également de maintenir des détenus à l'isolement. S'y trouvent également une chapelle et des ateliers.

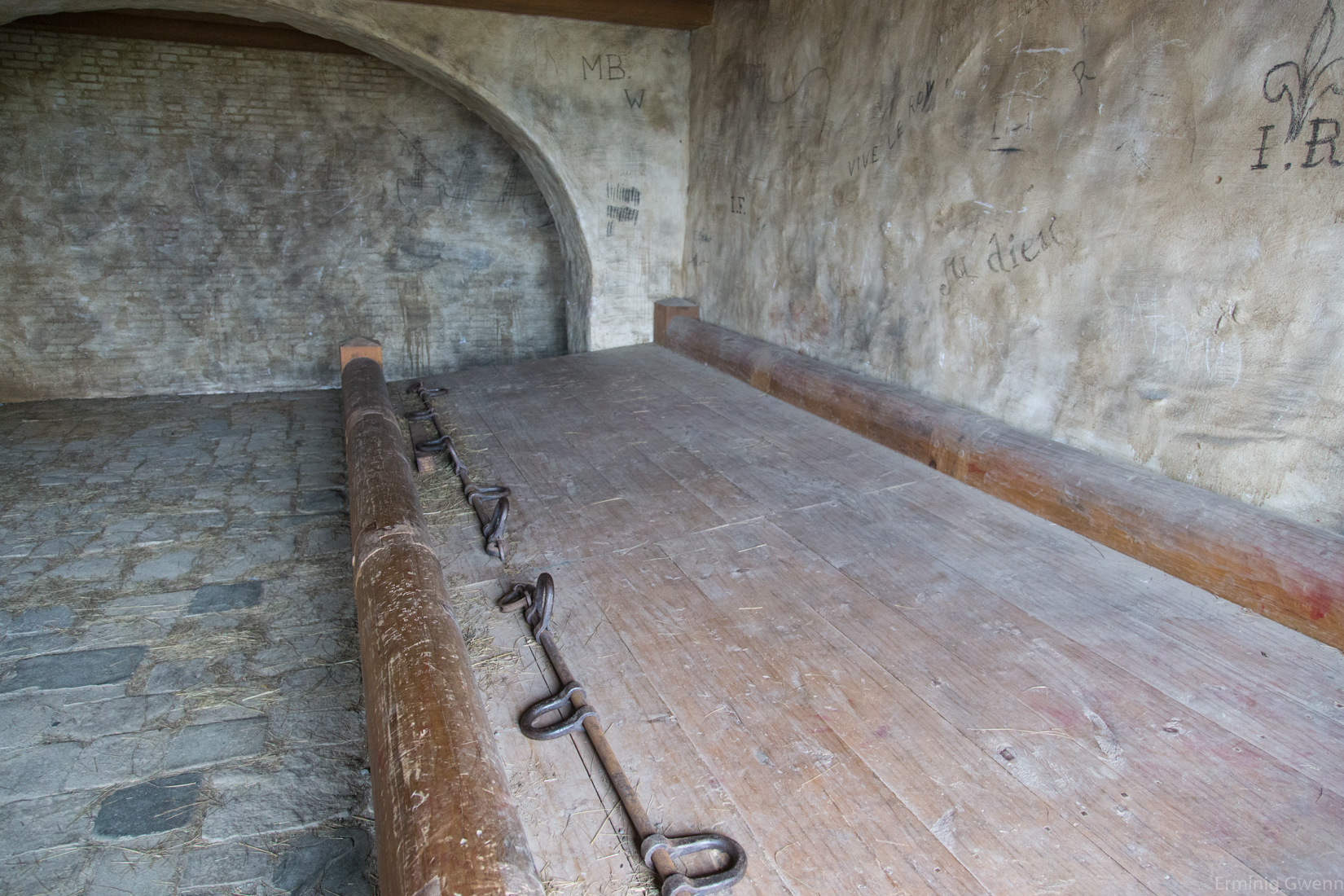
Banc ou taulard. La nuit, les bagnards étaient attachés par les pieds sur cette couchette.

L'ensemble des prisonniers est donc réparti en neuf salles différentes, les condamnés à perpétuités n'étant pas mélangés aux autres. Une salle type mesure 98 m de long, 15 m de large et 6 m de haut. Elle est meublée de 28 « lits » en bois (nommés « bancs » ou « taulards ») sur lesquels jusqu'à 20 forçats peuvent dormir côte à côte, tout en restant enchaînés, soit 600 forçats par salle. En son centre se trouvent une cuisine et une cambuse (réserve de vivres). Sur le côté était aménagé une allée où les argousins font en permanence leur ronde, éclairée la nuit par des fanaux accrochés à chaque fenêtre.
Tout est fait pour pouvoir cloisonner les espaces en cas de sédition. L'architecture permet une surveillance globale depuis les pavillons. Pour les salles de détention accueillant les condamnés aux plus longues peines se trouvent, derrière les grilles du bâtiment central, des canons chargés de mitraille.
Le pavillon central est destiné à l'administration, au logement des officiers (dont les chambres donnaient directement, par des fenêtres protégées de grilles, sur les salles à surveiller), au personnel de santé et aux aumôniers. Au rez-de-chaussée se situe, à gauche du vestibule, le corps de garde, et à droite le logement du commissaire des chiourmes (responsable du bagne). Au fond se trouve un large escalier en pierre. De chaque côté de sa base se trouvent deux cachots « sombres, humides, creusés profondément dans le sol ». Les pavillons extérieurs étaient destinés à loger les garde-chiourmes, mais auraient également servi de cantine. Ces pavillons communiquaient entre eux par des escaliers dérobés et par un couloir sous les combles.

### L'hôpital et l'enceinte
Derrière le bâtiment principal, côté Est, à une quinzaine de mètres et séparé d'une cour profonde, se trouve un deuxième bâtiment, légèrement en hauteur. C'est l'hôpital du bagne, qui ne doit pas être confondu avec l'hôpital de la marine, situé un peu plus haut, mais à l'extérieur de l'enceinte, à l'emplacement de l'actuel Hôpital Clermont-Tonnerre. Il est constitué d'un rez-de-chaussée et d'un étage, qui accueille l'infirmerie. On y trouve le laboratoire du pharmacien et son logement, ainsi que quelques magasins au rez-de-chaussée, et au premier étage une salle pour les officiers de santé et deux salles pour les malades : la salle des malades (54 lits) et la salle des fiévreux (115 lits). À l'extrémité du bâtiment se trouve un corps de garde.
Par ailleurs, les bâtiments sont entourés d'un mur réputé infranchissable. L'entrée de l'enceinte est constituée d'une grande grille sous une voûte de pierre, laquelle reste ouverte en journée pour permettre l'accès aux visiteurs, touristes, curieux et aux Brestois. À l'intérieur de la cour, et contre le mur d'enceinte, viennent s'appuyer les échoppes des détenus qui se livrent au commerce de leur petite production artisanale. Ces échoppes n'ont pas de toit, de telle sorte que les forçats, travaillant à la vue de tous, ne puissent en profiter pour travailler à se défaire de leurs chaînes.
Devant la façade ouest, un vaste espace descend en plan incliné vers le port. Cette cour triangulaire arrive face à une des entrées de la corderie.

Pour l'hygiène, une grande citerne est construite en amont du bagne, qui alimente en eau un vaste réseau de canalisations destinées à alimenter les latrines. En effet, dans l'épaisseur du mur divisant chaque salle en deux se trouvent 27 latrines, et ce dans toutes les salles de détention. Le mur abrite également des points d'eau et est traversé d’ouvertures face aux trente fenêtres pour faciliter l'aération. Deux grands lavoirs sont également à disposition des prisonniers à chaque extrémité de la cour. L'hygiène n'en reste pas moins sommaire. Il faut attendre 1837 pour qu'un règlement oblige les prisonniers à se laver le visage et les mains tous les matins, et les pieds tous les mois.

## Démographie du bagne

### 60 000 bagnards
Conçu pour accueillir jusqu'à 3 700 condamnés, le bâtiment d'Antoine Choquet de Lindu apporte donc une importante population à Brest, qui s'élève, au milieu du XVIIIe siècle, à 10 % de la population totale de la ville. À partir de 1828, le bâtiment reçoit, avec celui de Rochefort, les condamnés à une longue peine (plus de dix ans), alors que les condamnés à une peine inférieure étaient généralement plutôt déportés sur Toulon. Cette sectorisation est abandonnée en 1838, en même temps que l'utilisation de la "chaîne" pour acheminer les détenus jusqu'au bagne. À partir de cette date, on est déporté à un bagne en fonction du lieu de condamnation.
Près de 60 000 bagnards sont passés par Brest, âgés de 11 à 70 ans. Généralement, les nouveaux arrivants sont plutôt jeunes (60 % d'entre eux n'a pas trente ans), originaires du nord de la Loire, d'origine rurale et analphabètes. Les voleurs et les contrebandiers se comptent en nombre, même si on peut y rencontrer des meurtriers, des assassins, des combattants ennemis faits prisonniers…

### Une mortalité effrayante
Environ un tiers des bagnards sont morts pendant leur détention, dont 8 000 avant la Révolution. Les causes de mortalité sont de deux ordres. Beaucoup perdaient la vie au travail au cours de chute, de noyade, d'étouffement sous des blocs de rocher, ou écrasés sous les coques des navires lors de lancements. Nombreux sont également ceux qui mouraient d'épuisement. Pour la seule percée d'une colline sur le chantier du canal de Nantes à Brest, on compte 5 000 morts en cinq ans.
Il y a également les causes sanitaires et d'hygiène : privation, carences de toutes sortes, épidémies… Plus de 600 bagnards meurent du typhus en quatre mois lors de l'épidémie de 1758. Les cadavres sont jetés dans une fosse commune, suivant des prescriptions de 1750, proscrivant tout accès à un lieu saint pour les personnes condamnées aux travaux de force.
On peut également signaler que, de façon récurrente, les bagnards se donnaient la mort entre eux, notamment lorsque l'un d'eux était soupçonné d'avoir trahi les secrets de ses compagnons de détention.
La surmortalité est beaucoup plus importante les deux premières années de détention. Au choc du traitement infligé s'ajoute la pression, les privations et les brimades de l'administration pénitentiaire et des codétenus, ainsi que le temps d'adaptation des nouveaux arrivants aux conditions de vie, et l'apprentissage des règles et usages permettant d'améliorer un peu sa condition. Ainsi, dans les deux premières années, la mortalité est 7 à 8 fois supérieure à celle de la population libre, contre 200 à 300 % de surmortalité pour les années suivantes. Les bagnards ont donc trois à quatre fois plus de risques de décéder pendant leur séjour au bagne que les travailleurs libres.
Plusieurs observateurs de l'époque s'étonnent de ce que les forçats d'origine rurale accusent une mortalité plus importante que ceux d'origine urbaine. La raison semble être qu'un certain nombre d'urbains exercent un métier d'art, ou étaient artisan avant leur condamnation, et peuvent assez rapidement exercer des activités leur permettant d'échapper à la grande fatigue, ainsi que de réaliser des petits ouvrages qu'ils vendent pour améliorer leur quotidien.

### Le personnel pénitentiaire
De 300 à 400 hommes sont chargés de la garde, la surveillance et la direction des détenus, répartis au sein d'une hiérarchie complexe.
Les plus nombreux et les plus connus sont les garde-chiourmes, du nom du groupe des rameurs sur les galères. Ce sont des militaires. Ils ont la charge de surveiller les bagnards dans tous leurs déplacements, dans l'établissement comme sur les chantiers. Ils souffrent d'une mauvaise réputation… souvent méritée : abus d'alcool, négligence dans leurs fonctions, mauvais comportement à l'extérieur du bagne et mauvais traitements infligés aux détenus, et de nombreuses injustices leur sont souvent reprochés.
Les argousins sont, quant à eux, affectés à la surveillance des détenus dans le bâtiment lui-même.
Les cômes et les sous-cômes, ou adjudants et sous-adjudants de chiourme, sont les officiers de surveillance des bagnes, au nombre de quarante. Si des détenus dont ils ont la charge parviennent à s'évader, ils doivent payer une amende. Ainsi, le chef de la chaîne devait payer, si l'on en croit le témoignage d'un forçat, pour chaque évadé pendant le transfert, 300 francs, plus les frais de poursuite qui sont à sa charge.
À la tête de cette administration, le commissaire des chiourmes, ou chef du service des chiourmes, est désigné par le commissaire général de la Marine à Brest pour diriger le bagne. Un poste auquel les candidats ne se bousculent pas. Le commis général s'occupe de la comptabilité et de l'intendance (Vidocq parle, dans ses mémoires, d'un budget national pour les bagnes de 2 718 900 francs).
Les aumôniers sont également présents, et dispensent, chaque dimanche, une messe. Un autel sur roulettes est amené face aux salles de détention, derrière les grilles, et l'office est ainsi dispensé aux bagnards sans que ceux-ci ne quittent leurs bancs. Seule exception : ceux accusés d'homosexualité, qui n'ont pas droit à assister à la célébration.
Le personnel médical pouvait à lui seul représenter une quinzaine de personnes : président de conseil de santé, chirurgien-chef, chirurgiens, pharmaciens, étudiants en médecine, soutenus par les sœurs hospitalières de la Marine. Ils disposent d'un hôpital du bagne, situé 15 m derrière celui-ci.

## Vie des forçats

### De la condamnation au bagne...

#### La flétrissure, ou marquage au fer rouge, et l'exposition en place publique
Après le jugement, les condamnés sont marqués au fer rouge en public. À partir de 1724 est apposé une lettre renvoyant à la faute du condamné : V pour voleur, M pour mendiant récidiviste et GAL pour galérien. Ce marquage est aboli par l'article 2 du décret du 28 septembre 1791, puis rétabli par le Code Pénal de l'Empire dès son entrée en vigueur au 1er janvier 1811 qui dispose ainsi :  
- Art. 20 : Quiconque aura été condamné à la peine des travaux forcés à perpétuité, sera flétri, sur la place publique, par l'application d'une empreinte avec un fer brûlant sur l'épaule droite. Cette empreinte sera faite des lettres TP pour travaux à perpétuité, de la lettre T pour les travaux à temps.

La lettre F est ajoutée à l'empreinte pour les faussaires, la lettre V pour les voleurs, ainsi que le numéro du département où siège la Cour criminelle qui a rendu le jugement.
Il est ainsi fait mention, dans le récit du naufrage de la Méduse en 1816 fait par Alexandre Corréard et Jean-Baptiste Henri Savigny, de la flétrissure « rétablie dans notre code actuel », qui permet aux passagers du navire d'identifier, au moment des bains, les soldats étant passés par le bagne. L'auteur indique même que certains « ont la pudeur d'essayer de se soustraire [aux bains de mer] » pour éviter que l'on identifie sur eux la marque d'infamie posée au fer rouge après leur condamnation.
En plus de la flétrissure, le condamné doit être exposé en place publique. Ainsi en dispose par exemple le Code Pénal de l'Empire :
- Art. 22 : Quiconque aura été condamné à une des peines de travaux forcés, avant de subir sa peine sera attaché au carcan sur la place publique : il y demeurera exposé aux regards du peuple durant la journée entière. Au-dessus  de sa tête sera placé un écriteau portant en caractères gros et lisibles ses noms, sa profession, son domicile, sa peine et la cause de sa condamnation.

Ces punitions marquent la mort civile du condamné, et ses enfants héritent de lui.

#### Le transport par la chaîne
Les condamnés sont ensuite enchaînés les uns aux autres dans les prisons de leur juridiction où ils sont d'abord incarcérés (à la prison de Bicêtre, pour les détenus parisiens). Après une visite médicale de pure forme qui les déclare apte au périple, ils sont rangés par taille et attachés aux autres par une « cravate », triangle de fer entourant le cou. Ils sont ensuite emmenés vers le bagne où ils doivent purger leur peine, notamment Brest, Toulon ou Rochefort. Attachés les uns aux autres, les pieds entravés, ils sont regroupés par 300 ou 400 pour accomplir ce périple. Le plus souvent, ils sont transportés dans une vingtaine de longues charrettes, mais parfois, par souci d'économie, une partie d'entre eux fait le voyage à pied, brutalisant les passants et pillant quelques boutiques alentours, avec la complicité des argousins.
Pour rejoindre Brest, trois itinéraires existent alors : la «chaîne de Paris» est la plus directe. Elle correspond peu ou prou au tracé ancien de la Nationale 12. Une deuxième chaîne, qui regroupe uniquement des contrebandiers (de sel notamment), part de Saumur. La plus terrible est «la grande boucle» : elle part de Paris vers Metz, puis c'est Dijon, Orléans, Saumur et des prisonniers accrochés à mesure. Jusqu'à 10 % d'entre eux meurent avant destination.
Après plusieurs semaines de voyage, la chaîne arrive à un ancien hôpital, transformé en dépôt, et situé à l’emplacement de l'actuelle gendarmerie, rue du Général Paulet. Ce bâtiment, construit lui aussi par Antoine Choquet de Lindu, avait été délaissé par la Royale aux alentours des guerres d'Amérique pour un hôpital plus proche de l'Arsenal, situé juste derrière le mur d'enceinte du bagne. D'une capacité de 2000 à 2400 hommes, le dépôt de Pontanézen était entouré d'un mur de 4 à 5 m de haut. François Vidocq raconte : « Notre pénible voyage dura 24 jours ; arrivés à Pont-à-Lezen nous fûmes placés au dépôt du bagne, où les condamnés font une sorte de quarantaine jusqu'à ce qu'ils soient remis de leur fatigue, et qu'on ait reconnu qu'ils ne sont pas atteints de maladies contagieuses ». Un grand parc entouré de murailles est contigu à cet hôpital et permet aux voyageurs de se délasser des fatigues de la marche. Au terme de cette dernière escale, la chaîne des condamnés est enfin conduite à destination.
Les bagnards étant trop épuisés étaient envoyés en convalescence sur l'île Trébéron, dans la Baie de Roscanvel, où ils rejoignaient les marins en quarantaine. Ils regagnaient ensuite la Penfeld... ou étaient enterrés sur l'île des morts voisine.

#### 1836: De la chaîne aux fourgons cellulaires.
En 1836, un rapport du ministre de l'intérieur met le système de la chaîne en cause, sur deux arguments essentiels. D'une part, le temps de formation de la chaîne provoque l'engorgement des prisons, surpopulation qui provoque le mélange entre des criminels et les autres détenus. D'autre part, on prend conscience de l'inefficacité de la chaîne comme spectacle éducatif pour les populations. En fait de rôle préventif, ce spectacle semble plutôt endurcir les spectateurs, et ne pas avoir l'effet "pédagogique" voulu. Pour des raisons pratiques comme par "nécessité morale", la chaîne est donc supprimée.
L'ordonnance du 9 décembre 1836 décide donc le transfert des détenus dans des "voitures fermées et par des moyens accélérés". Les nouveaux véhicules, construits spécialement, comportent douze cellules, où les condamnés sont rivés sur un siège percé recouvert d’un coussin. Le silence y est de rigueur. En cas de mauvaise conduite, ce sont les menottes, la privation du coussin, une ration réduite au  pain et à l’eau.
De trois semaines, le temps de transport est réduit à trois jours, et le problème de fatigue et de mortalité du trajet est résolu !

#### L'admission
Lorsque le forçat arrive au bagne, il est d'abord déferré (détaché de la chaîne) : il pose son cou sur un billot où un grand coup de massue vient dégager l'écrou. Il passe ensuite devant une commission qui contrôle son identité, dresse le procès-verbal d'admission et l'inscrit sur le « grand registre des chiourmes », avec une description physique très précise, son origine, la raison et la durée de sa condamnation. Il est ensuite lavé et ses cheveux sont coupés. Puis on lui brûle tous ses vêtements, de sorte qu'une éventuelle maladie ne puisse se déclarer et contaminer les occupants du bagne. Une tenue lui était attribuée, avec un bonnet rouge (peines à durées déterminée) ou vert (condamné à perpétuité). Le forçat reçoit son paquetage, son numéro de matricule, et sa chaîne, attachée au pied et suspendue à une ceinture en cuir. La chaîne pèse 2,250 kg. Le détenu est ensuite attaché à un autre condamné, présent depuis un certain temps, et lui tiendra compagnie pendant une période minimale de 3 ans. Le condamné a le droit à trois jours de repos pour récupérer de la fatigue du voyage, avant d'être soumis aux travaux forcés.

### La vie à Brest

#### Activités — petites et grandes fatigues
Les bagnards sont utilisés dans l'Arsenal de Brest comme main-d'œuvre. Les tâches se répartissent en deux catégories : les petites fatigues et les grandes fatigues.
La grande fatigue est le lot de tous les nouveaux arrivants. Dans ces activités (taille de pierre, sciage de long), les bagnards restent enchaînés deux à deux de jour comme de nuit pendant 3 ans et sont encadrés par des gardes à la sinistre réputation, les garde-chiourmes. Ils n'ont droit à aucun salaire et n'exécutent que les travaux les plus pénibles.
Après des preuves répétées de bonne conduite, et si le forçat a passé la moitié de sa peine sans sanction disciplinaire grave, il peut être détaché de son binôme et redirigé vers des travaux de petite fatigue : travaux dans des ateliers (notamment les manufactures royales de toiles à voile ouvertes en 1764 à Pontaniou), service des officiers de l'arsenal, travaux d'artisanat… Outre qu'elles sont bien moins pénibles, les activités de la petite fatigue sont rétribuées, entre 5 et 50 centimes par jour. Une partie de cette somme est prélevée pour être restituée au détenu à sa sortie, une autre envoyée au maire de sa commune pour subvenir à ses premiers besoins lorsqu'il regagnera sa résidence.
Ceux qui, avant d'être condamnés, exerçaient un métier utile échappaient à la grande fatigue, et étaient employés selon leurs compétences.
Affecté à une tâche donnée, le bagnard ne peut pas en être distrait sauf raison exceptionnelle et momentanée. Aussi certaines opérations très demandeuses en main-d'œuvre n'ont-elles pu être réalisées que lentement : la forme n°4 de Pontaniou qui aurait nécessité les travaux de 600 forçats, n'a pu disposer que d'un nombre bien inférieur de bagnards et a donc vu ses travaux de construction se prolonger pendant plus d'une quinzaine d'années.

#### Déroulement de la journée

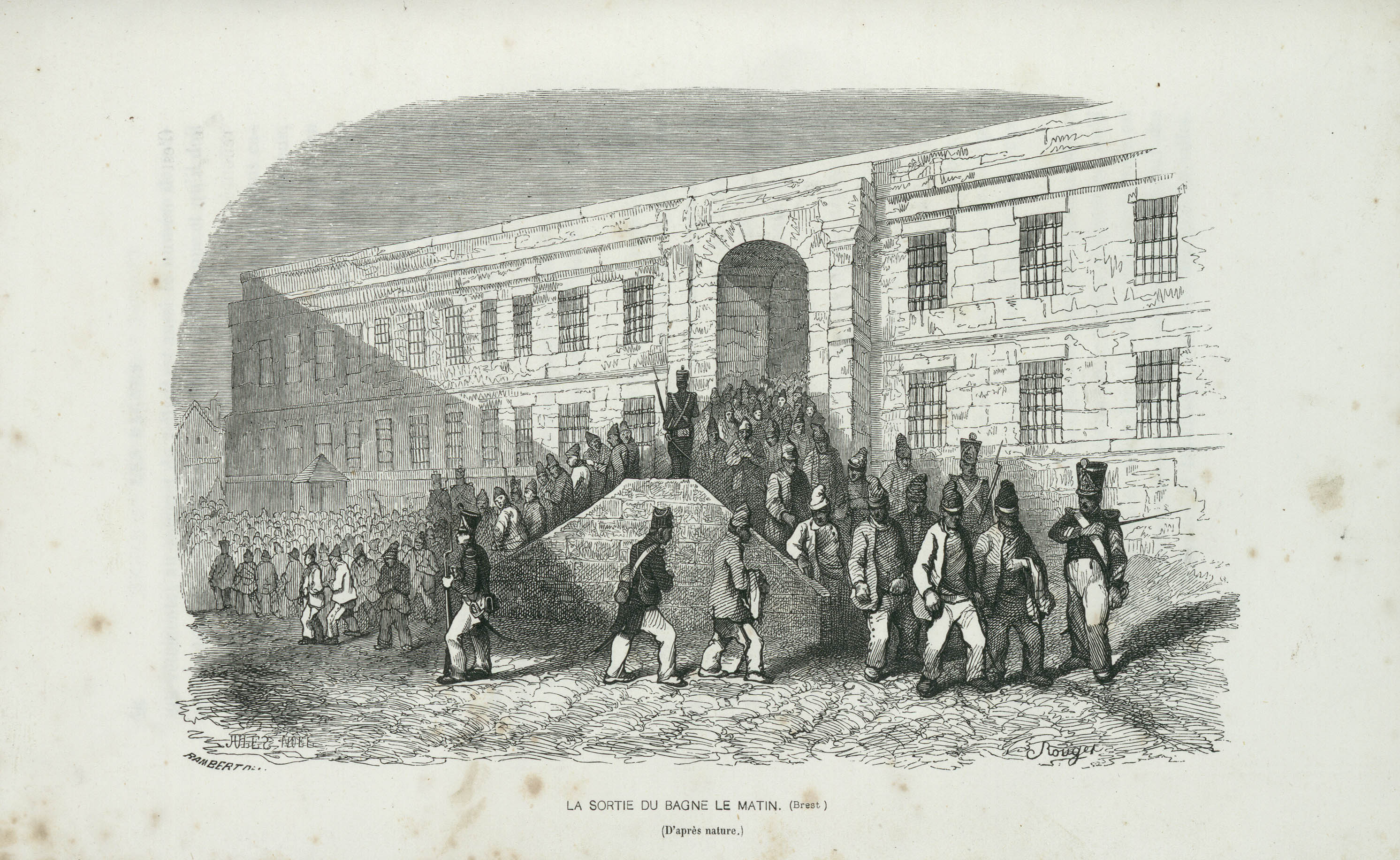
Départ des forçats au travail sous le regard des gardes (le dessinateur a pris quelques libertés avec l'architecture du bâtiment).

La journée commence à cinq heures en été, et six heures en hiver. Après une toilette sommaire, les forçats sont conduits sur leur lieu de travail entre six et huit heures. En été, une partie des bagnards rentre entre onze heures trente et treize heures, l’autre, à dix-huit heures. En hiver, la journée est continue : le retour a lieu à seize heures, faute de lumière pour travailler au-delà. Le dimanche, les travaux cessent à quatorze heures. Le coucher a lieu à vingt heures, un coup de sifflet des argousins donnant l'ordre de dormir — ou de faire semblant.
La ration des bagnards se compose de :

- soupe économique, dite à la Rumfort;

- viande de bœuf (vache);

- lentilles ou pomme de terre;

- mauvais vin ou cidre.

#### En dehors du travail
Des bagnards, disposant d’un privilège du roi, profitaient de leur temps libre pour confectionner des produits, qu'ils pouvaient ensuite vendre dans la cour intérieure de l’édifice, dans des baraques adossées au mur d’enceinte, à des visiteurs venus voir le bagne ou aux Brestois venus faire commerce. Beaucoup de ces ouvrages étaient confectionnés à partir du produit de menus larcins (vol de bois, de cuivre, de fer...). La municipalité de Brest, qui sollicitait à l'occasion la main d'œuvre gratuite du bagne (notamment pour le nettoyage de la voie publique), voyait en revanche d'un mauvais œil cette concurrence faite aux artisans et commerçants locaux, concurrence qui provoquait parfois des vives tensions entre les condamnés et les travailleurs libres de la ville.
Les Bagnards bénéficient de quelques jours de repos, pendant lesquels ils ne sont enchaînés aux bancs que le soir.
En détention, les condamnés pouvaient continuer à échanger avec leurs familles et leurs proches. Ils recouraient aux services des rares d'entre eux qui savaient lire et écrire, contre rémunération. Toutefois, beaucoup n'avaient plus ce lien, soit qu'ils furent trop honteux de leur condition pour l'assumer auprès de leurs proches, soit que leur famille ne souhaitait plus entretenir de lien avec celui qui avait déshonoré la fratrie, ou qui était considéré comme mort civilement.

#### Sanctions et punitions

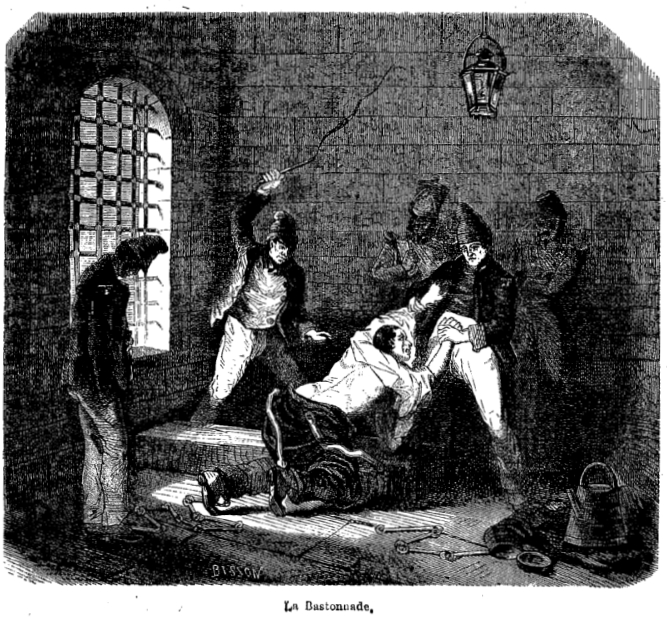
Bastonnade. Tenu par ses camarades, le supplicié est frappé par le bourreau à l'aide d'une corde goudronnée

En cas de crime ou de délit grave (insubordination, voie de fait sur un citoyen), le détenu est jeté au cachot. Une « instruction » commence, et, dans les 24 heures, la cour martiale est réunie. Il n'y a ni circonstances atténuantes, ni possibilité de recours. Si la peine capitale est requise, le « commissaire de chiourme » désigne une escouade qui, à trois heures du matin, est désignée pour aller dresser le gibet, puis, après son invention, la guillotine en bas de la cour, face à la corderie. L'exécution a lieu à midi, en public et notamment, bien sûr, devant les autres détenus : ces derniers sont rassemblés, et doivent se tenir à genoux et la tête découverte, sous le regard de la garde de la marine, et à portée d'une dizaine de canons et d'un régiment de ligne prêts à tirer en cas de sédition.
Quant au bourreau, c'est également un bagnard qui a accepté cette tâche contre quelques centimes et quelques centilitres de vin. Il est, dès lors, considéré par ses semblables comme un paria et mis au ban des bagnards (sauf lorsqu'il ne fait qu'exercer le métier qu'il avait déjà avant sa condamnation). Mais l'acceptation de la charge est définitive.

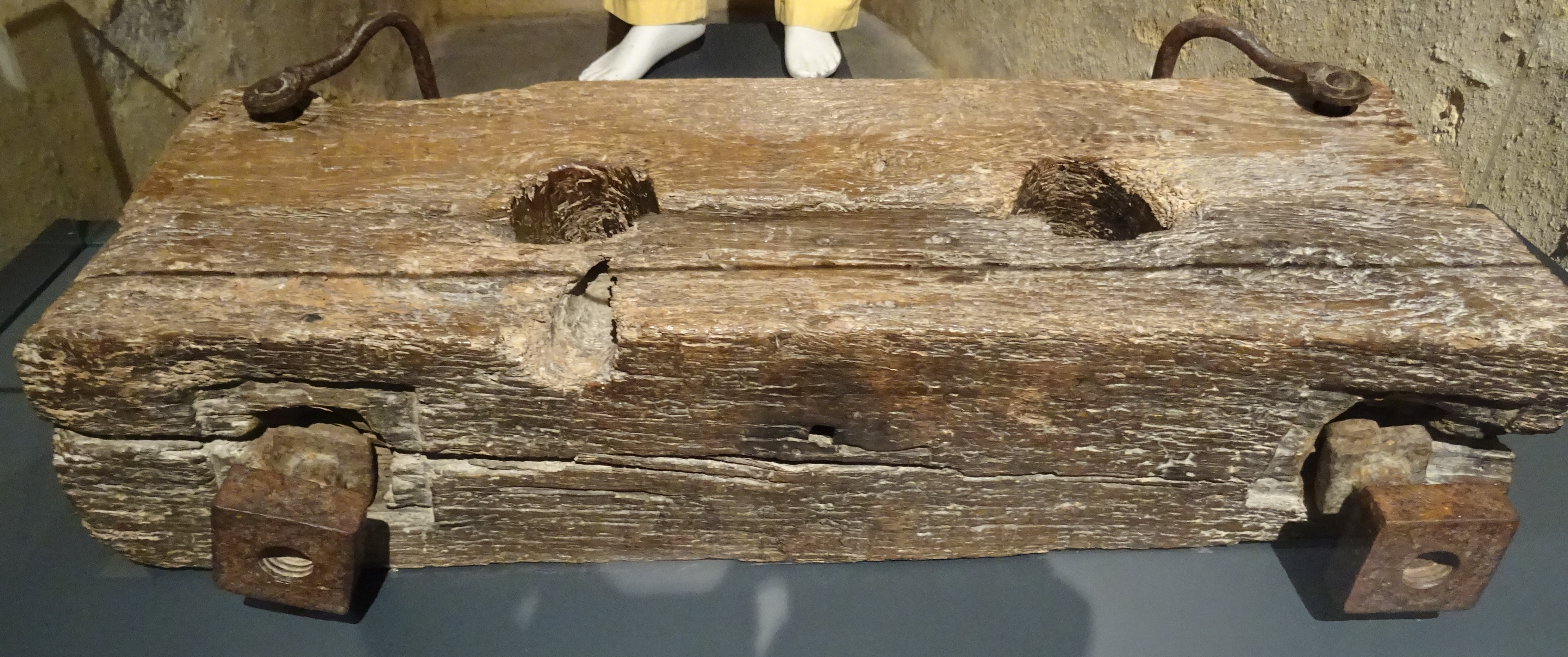
Bois d'entrave (carcan) pour bagnards du Bagne de Brest (Musée de la Marine de Brest).

Pour les délits ou les indisciplines moins graves, outre la mise à l'isolement, était réservée la bastonnade. Le supplicié était tenu torse nu par d'autres forçats, et le bourreau le frappait avec une corde goudronnée et noueuse sur le dos. Généralement, il en sortait avec des blessures d'apparence superficielles, mais s'aggravant dans les premiers jours, et qui pouvaient nécessiter par la suite jusqu'à trois, voire six mois de soins et d'hospitalisation. Ce châtiment aboutissait même parfois à la mort de celui qui le subissait. Le docteur Charles Pellarin, élève médecin à l'hôpital du bagne, rapporte ainsi le cas d'un forçat amené "crachant le sang à pleine bouche" et "succombant [des suites de la bastonnade] dans la nuit." La description des séquelles en dit long sur la violence des sévices : "A l'autopsie, nous trouvâmes tous les muscles de la partie postérieure du tronc, depuis la nuque jusqu'aux fesses et au haut des cuisses, réduit en bouillie noirâtre, et la partie correspondante des poumons infiltrée de sang à une grande profondeur et désorganisée."
Le philanthrope Benjamin Appert rapporte le témoignage d'un évadé selon qui la bastonnade était un enjeu de pouvoir considérable pour le bourreau et le commissaire de chiourme. Si les coups se faisaient moins forts sur le dos de ceux qui avaient de l'argent ou rendaient des services, la bastonnade était aussi le moyen pour le commissaire de mettre à mort un condamné sans que cette peine n'ait été prononcée par un tribunal. Les suppliciés auraient ainsi amplement préféré une peine plus lourde sur le papier, mais administré par le bourreau du tribunal et sous le contrôle d'un greffe, qu'exécutée par l'administration du bagne dans le secret de ses murs. Le docteur Pellarin confirme que ce châtiment pouvait "facilement aboutir à une peine de mort prononcée sans aucune des garanties d'un jugement régulier", et évoque des consignes du ministère données pour plus de modération dans l'application de la bastonnade, consignes suivies d'effets très relatifs.
Parfois l'administration pénitentiaire avait également recours à la fustigation : le détenu était fouetté par un instrument fait de branche de bouleau, d'osier ou de genêt.

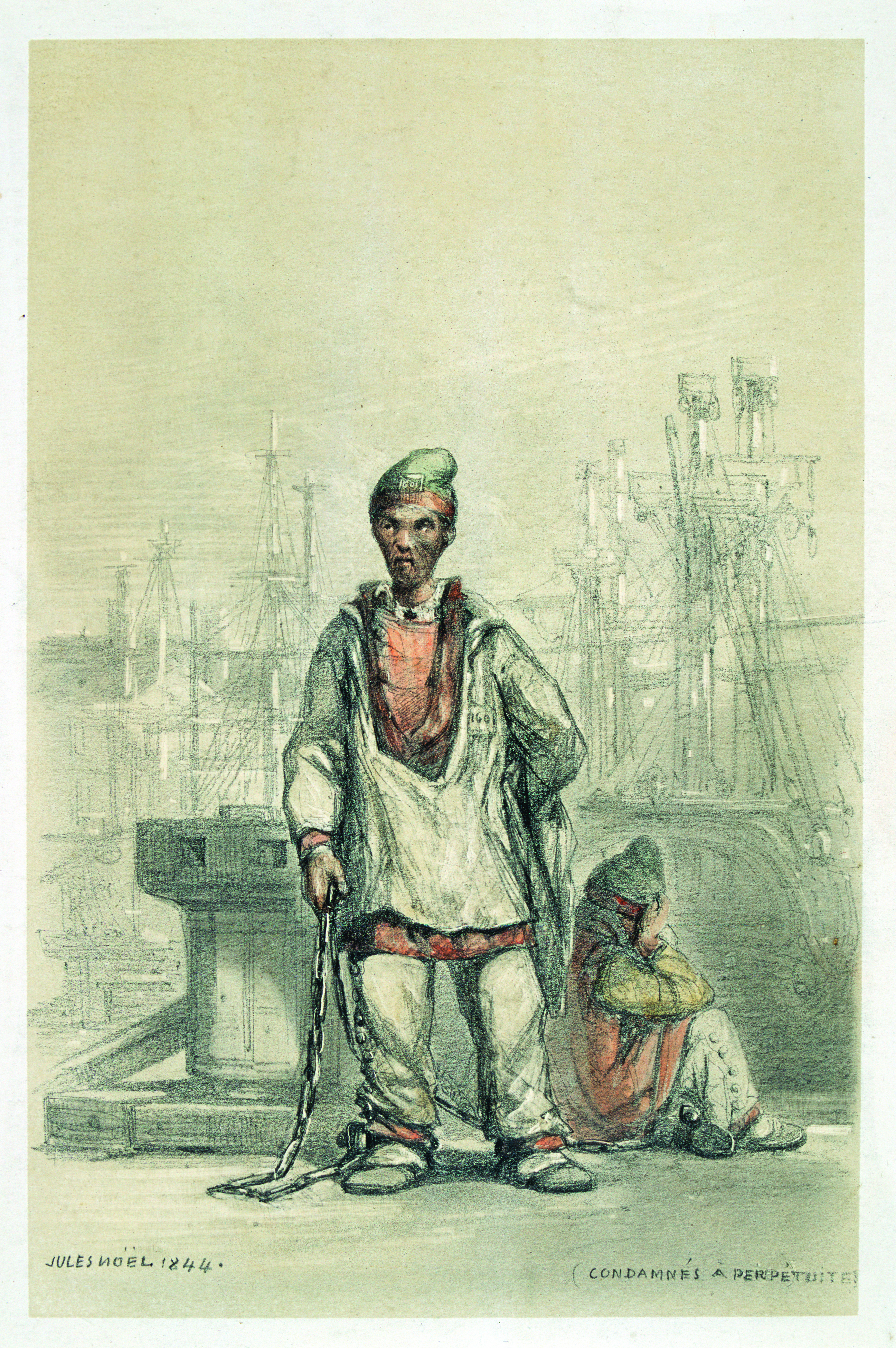
Jules Noël : Bagnards du bagne de Brest : condamnés à perpétuité (dessin, 1844)
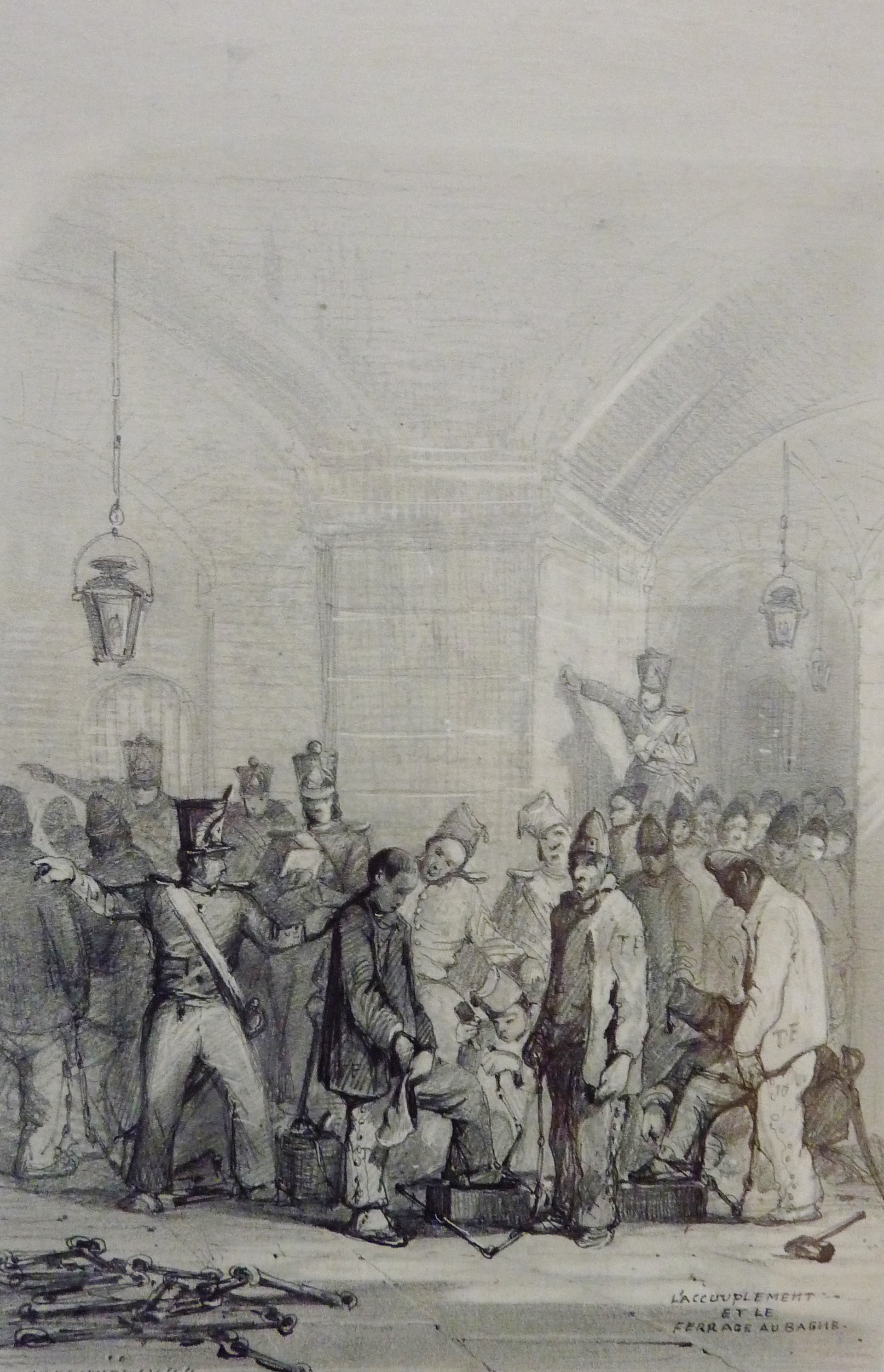
Jules Noël : Bagnards du bagne de Brest : l'accouplement (dessin, 1844)
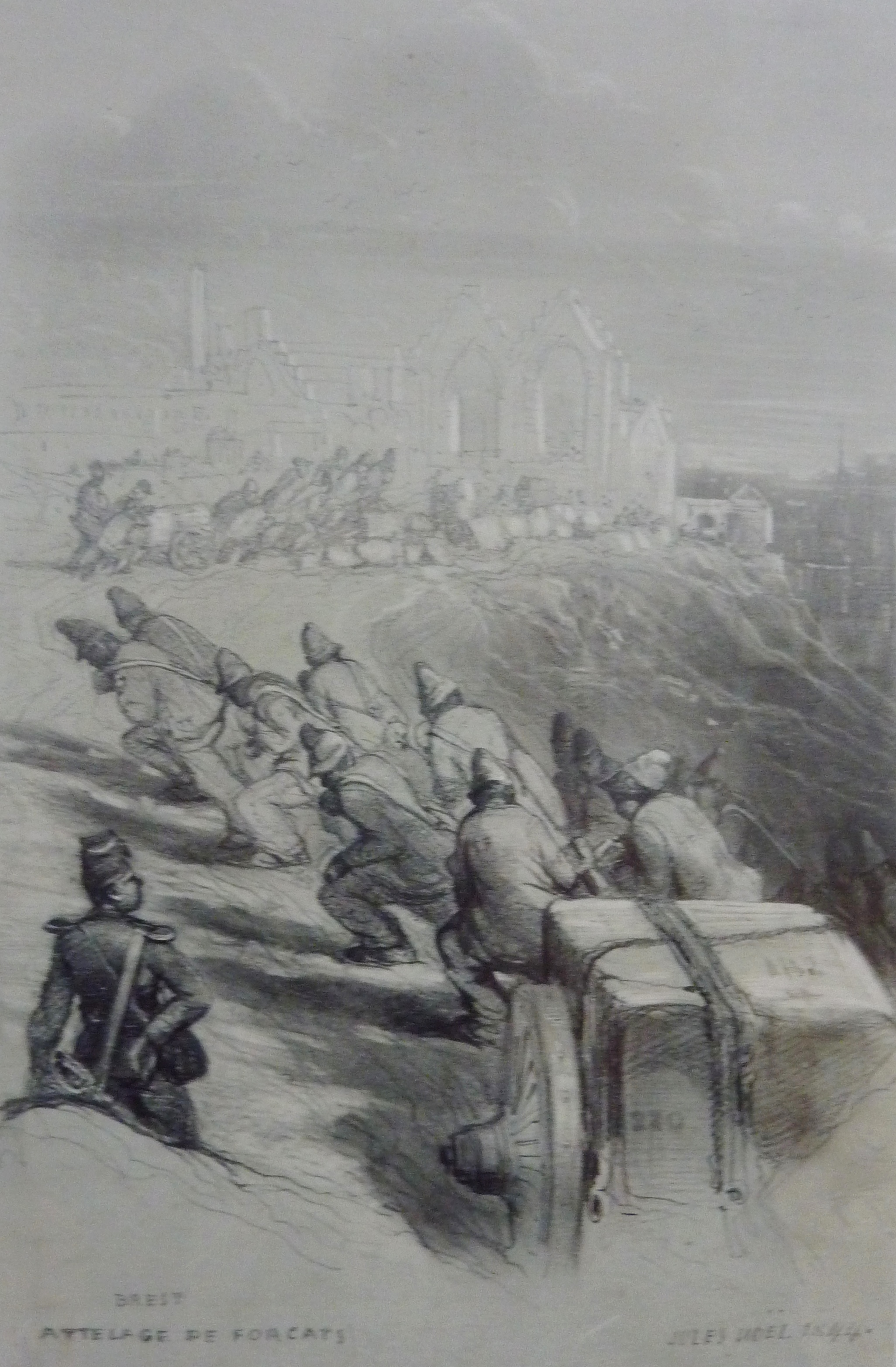
Jules Noël : Bagnards du bagne de Brest : attelage de forçats (dessin, 1844)
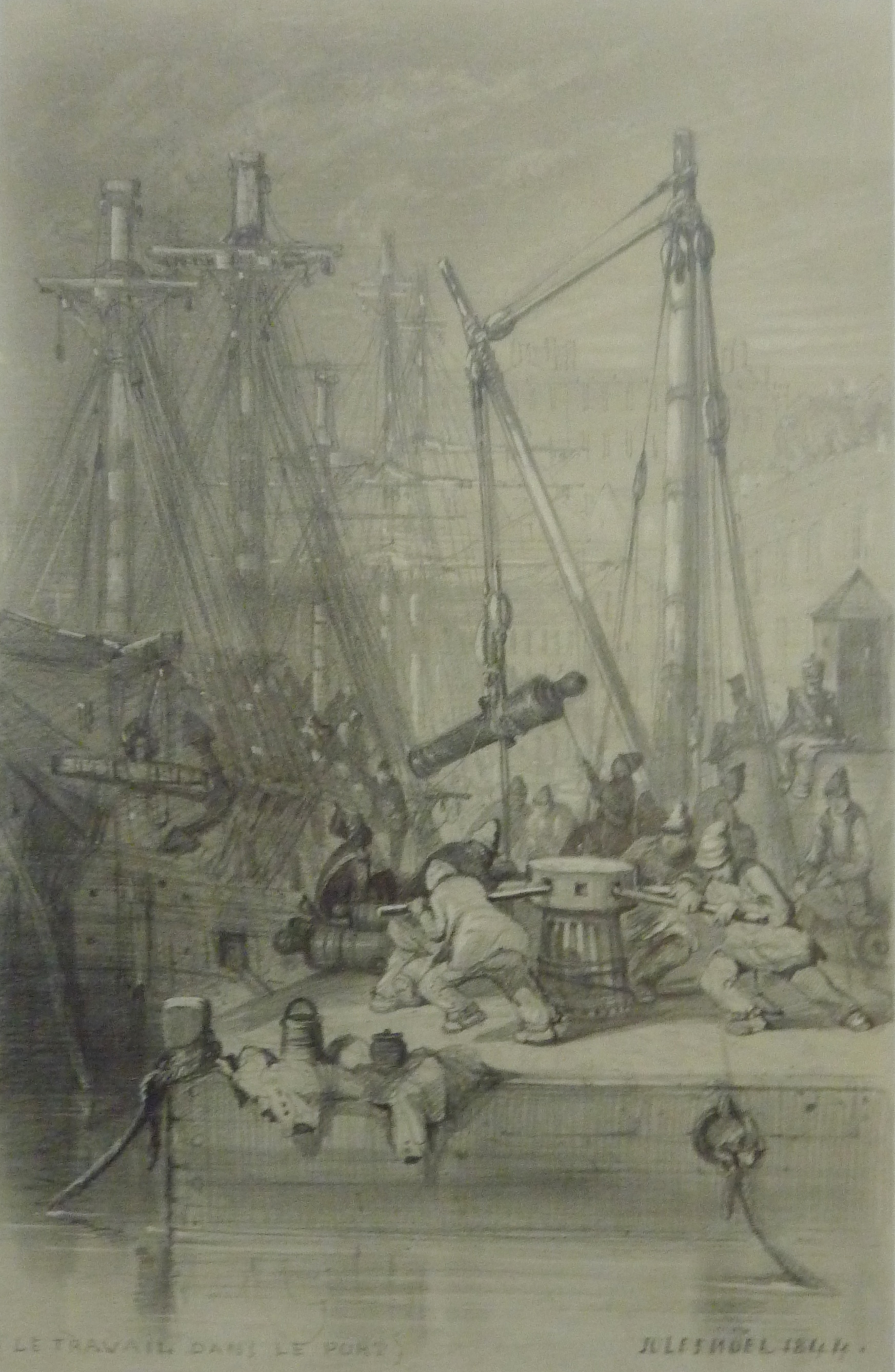
Jules Noël : Bagnards du bagne de Brest : le travail dans le port (dessin, 1844)
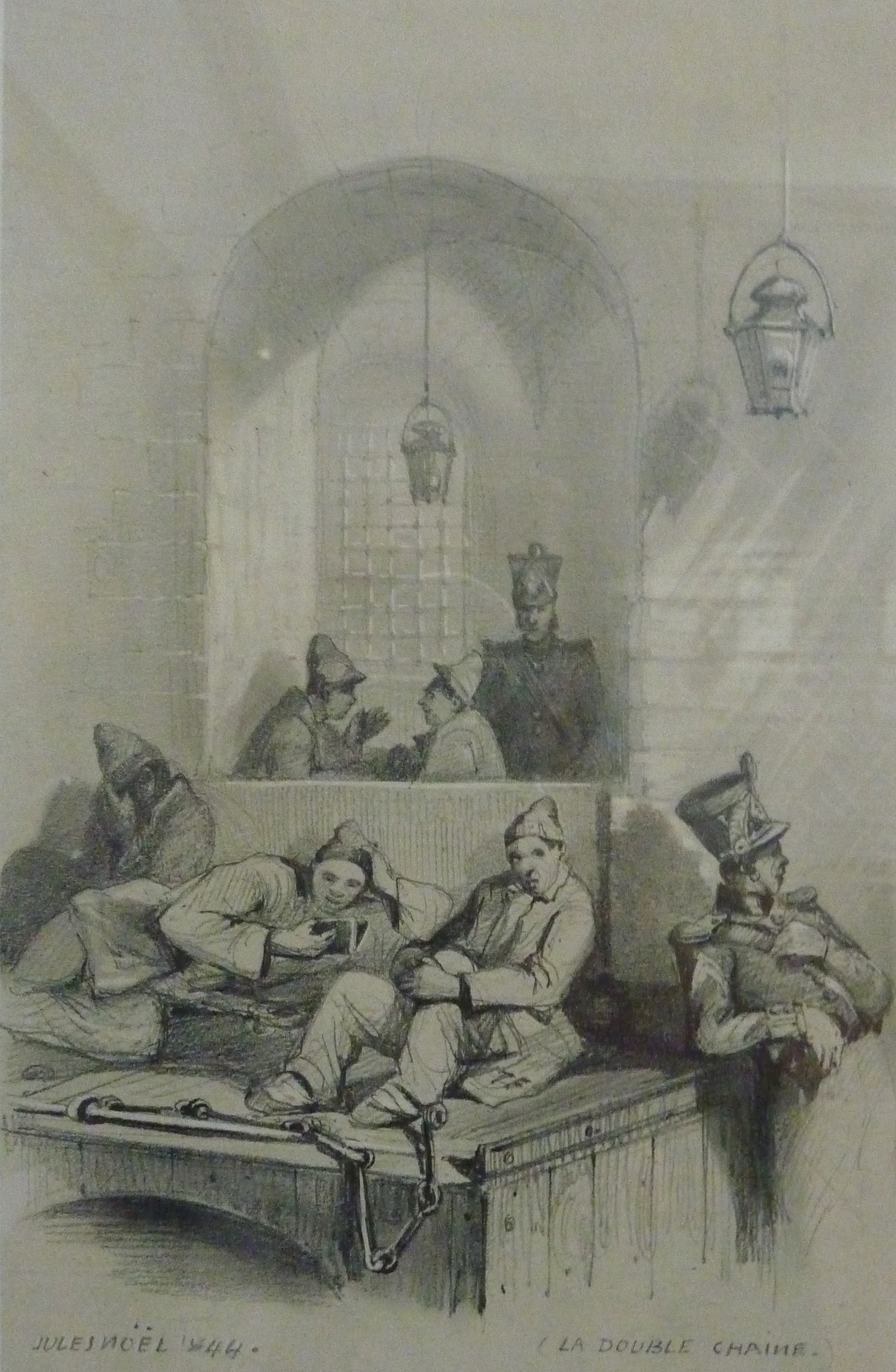
Jules Noël : Bagnards du bagne de Brest : la double chaîne (dessin, 1844)
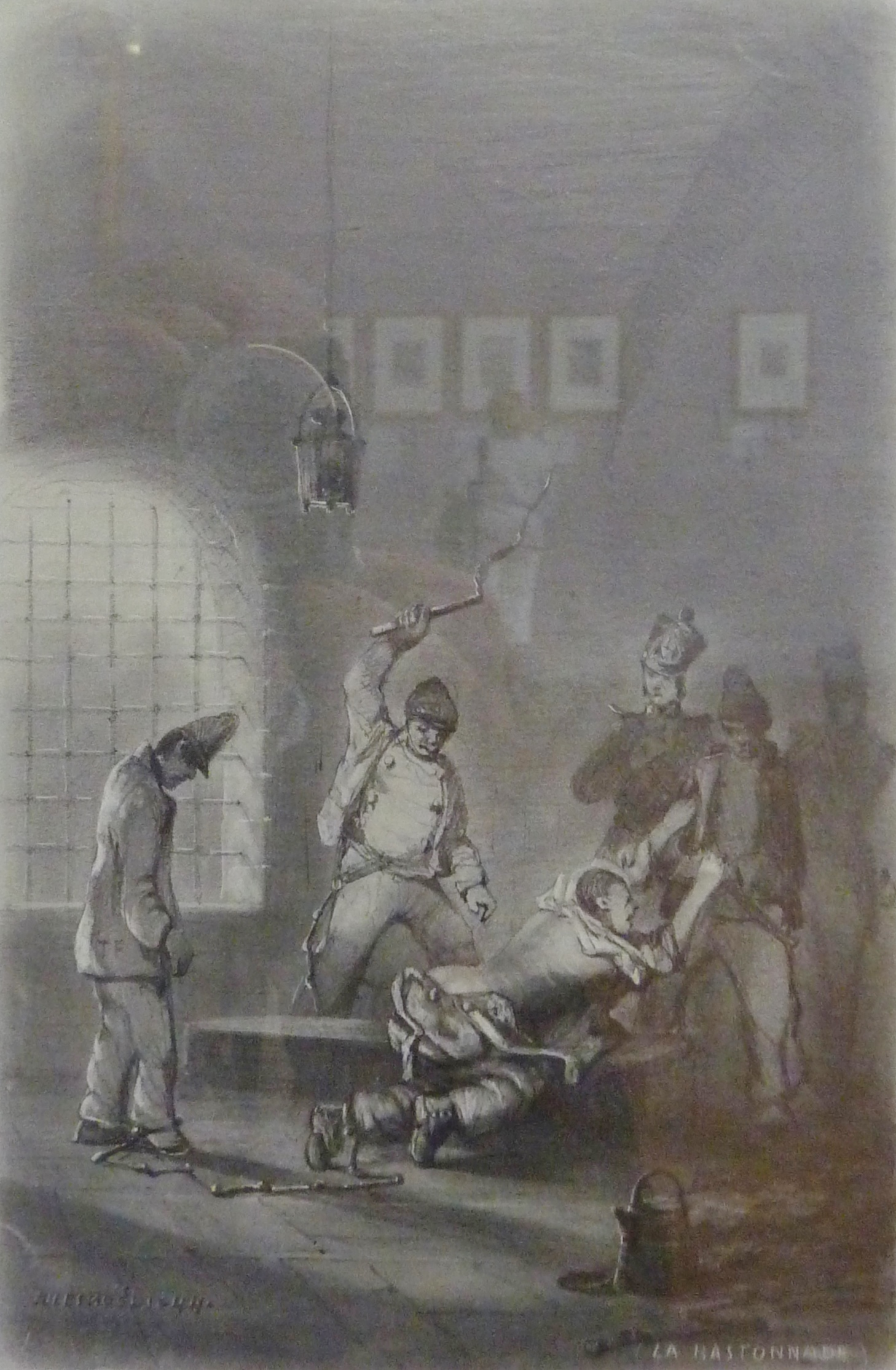
Jules Noël : Bagnards du bagne de Brest : la bastonnade (dessin, 1844)
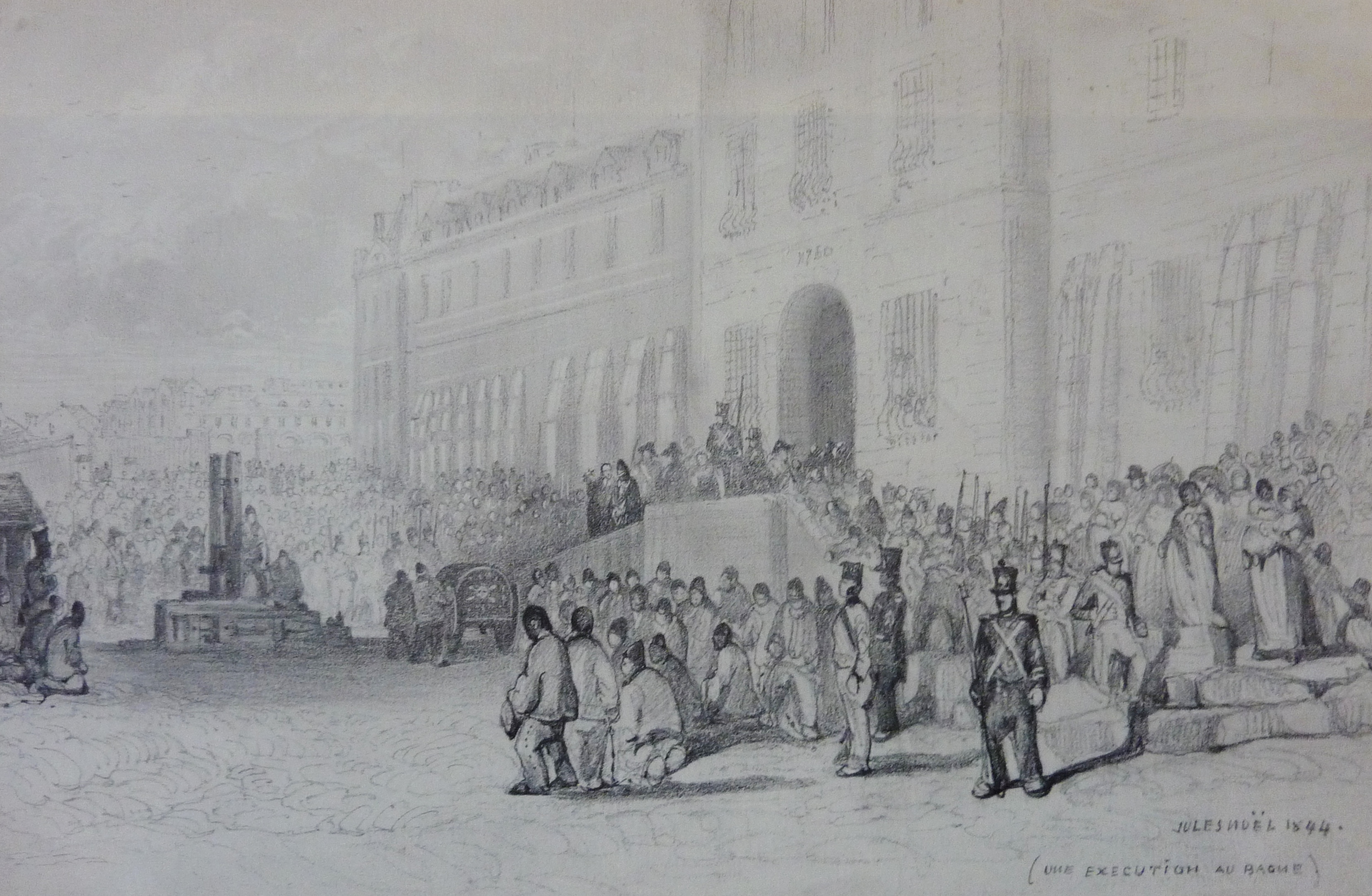
Jules Noël : Bagnards du bagne de Brest : une exécution au bagne (dessin, 1844)
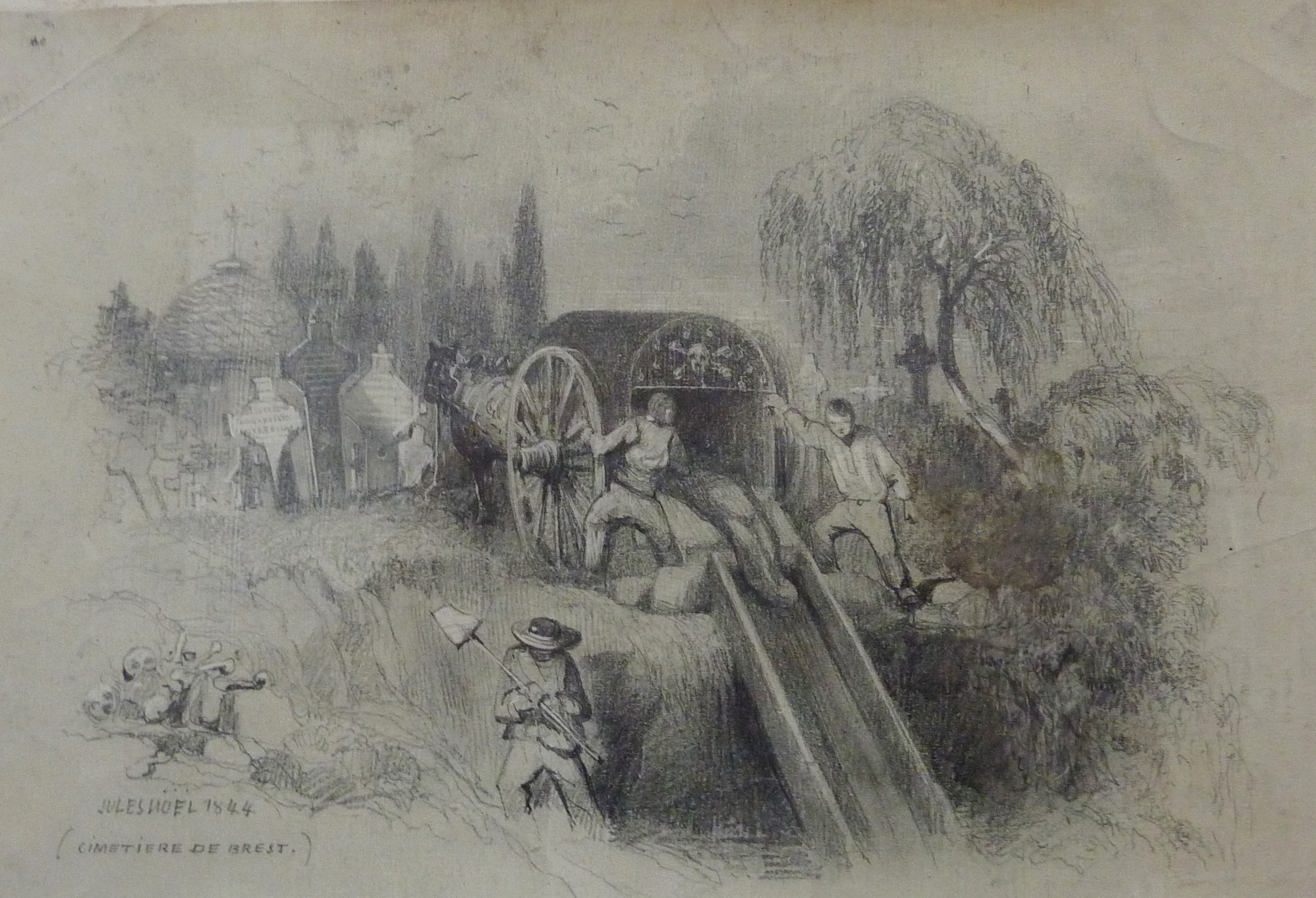
Jules Noël : Bagnards du bagne de Brest : un enterrement au cimetière de Brest (dessin, 1844)

## Principales réalisations des bagnards

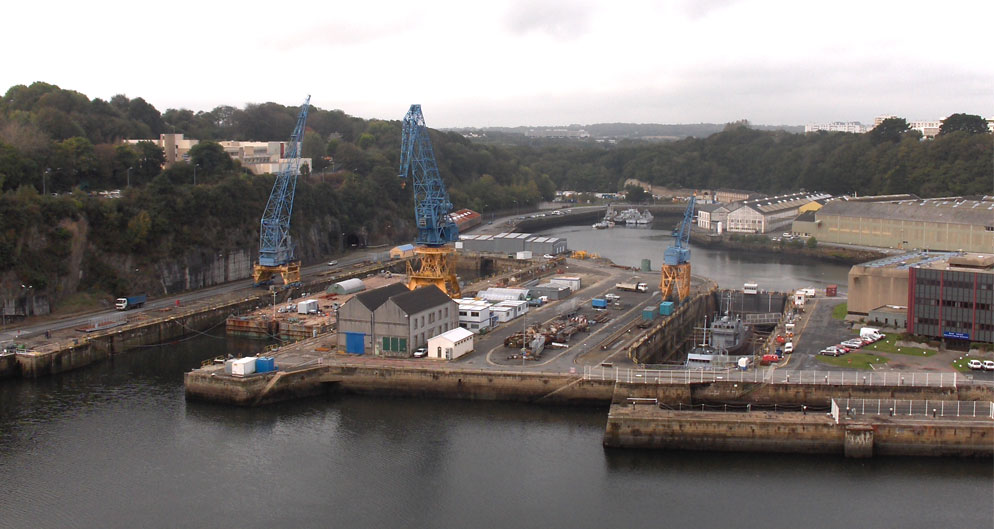
Site du Salou aménagé.

Les bagnards ont été condamnés à de nombreuses tâches, principalement des travaux de force, notamment sur les chantiers navals. Toutefois, un certain nombre de chantiers ont été réalisés par cette main d'œuvre gratuite, souvent dans les conditions les plus difficiles. Nombreuses sont leurs réalisations toujours intactes aujourd'hui :
- creusement des formes de radoub de Pontaniou (notamment les actuels bassins 2 et 3 de la base navale) ;

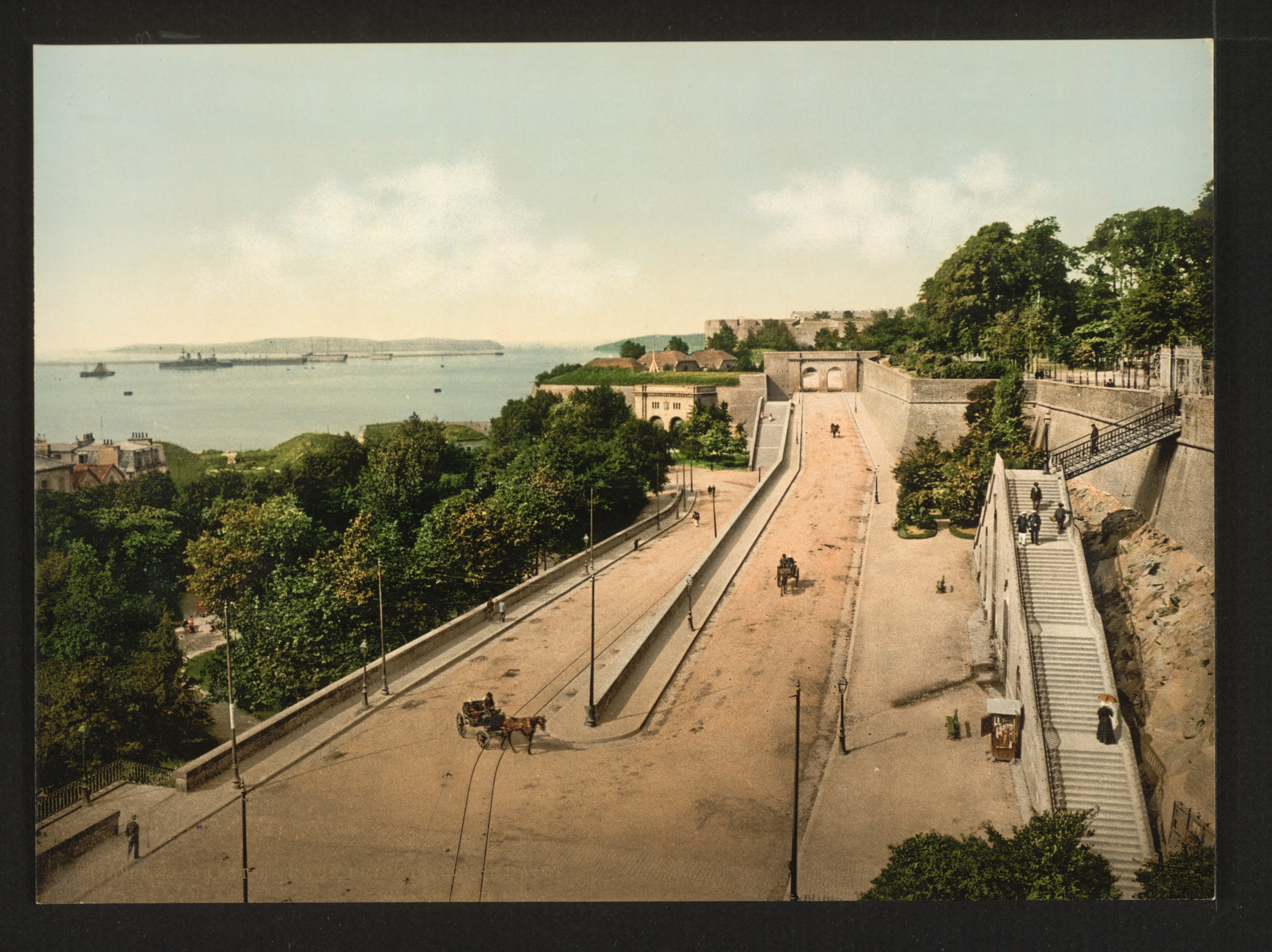
Le cours Dajot.

- arasement de la colline en schiste sur le site du Salou, principalement à partir de 1755, et creusement de formes de radoub (actuels bassins no 4, 6 et 7 de la base navale) ; plus de 426 000 m3 de roc et 584 000 m3 de déblais divers sont extraits et déversés en mer face à la grève de Porstrein, sur lesquelles le port de commerce va bientôt s'établir ;
- création d'une île artificielle, appelée « île factice », en fond de Penfeld, au niveau du quartier de Bellevue ; cette île, construite avec des déblais des travaux de l'Arsenal, devait accueillir des magasins à bois. Elle a été reliée à la rive gauche en 1945.
- grignotage des falaises pour accroître la place disponible en bord de Penfeld pour l'extension de l'Arsenal.
- terrassement et construction du cours Dajot, édifié à partir de 1769, long de 500 m et dominant de 30 m la grève de Porstrein, ou s'est installé au XIXe siècle le port de commerce ;
- construction du canal de Nantes à Brest, avec comme « point d’orgue » le percement d’une colline près de Brest[Où ?] où moururent environ 5 000 bagnards entre 1755 et 1760.
- nivèlement de l'île des morts, dans la baie de Roscanvel et aménagement d'un plateau pour établir trois nouveaux bâtiments pour la poudrière de l'arsenal, entre 1808 et 1813.

## Sortir du bagne

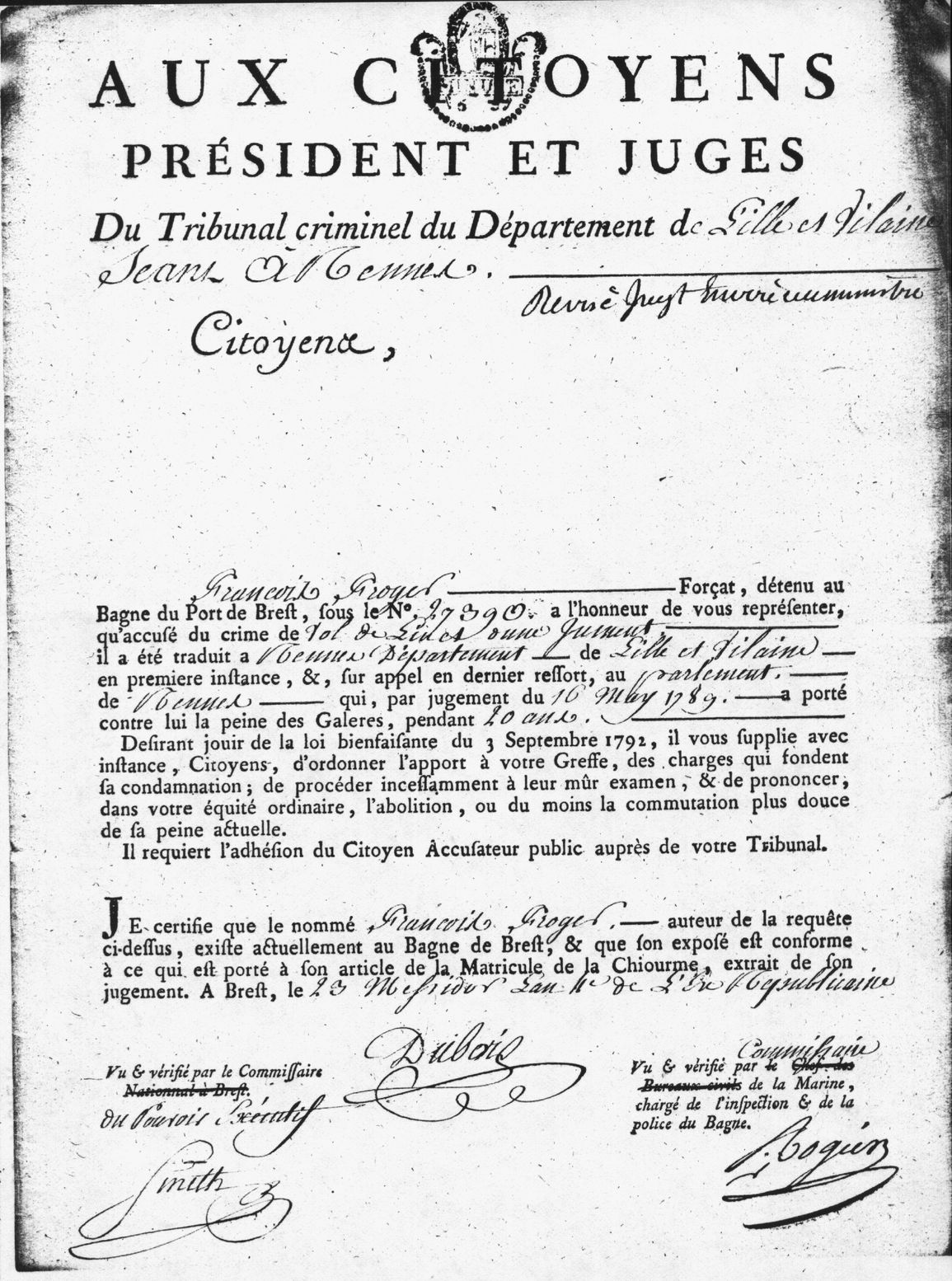
Demande d'un bagnard de Brest de réexamen de sa condamnation par le Tribunal criminel d'Ille-et-Vilaine en messidor an IV
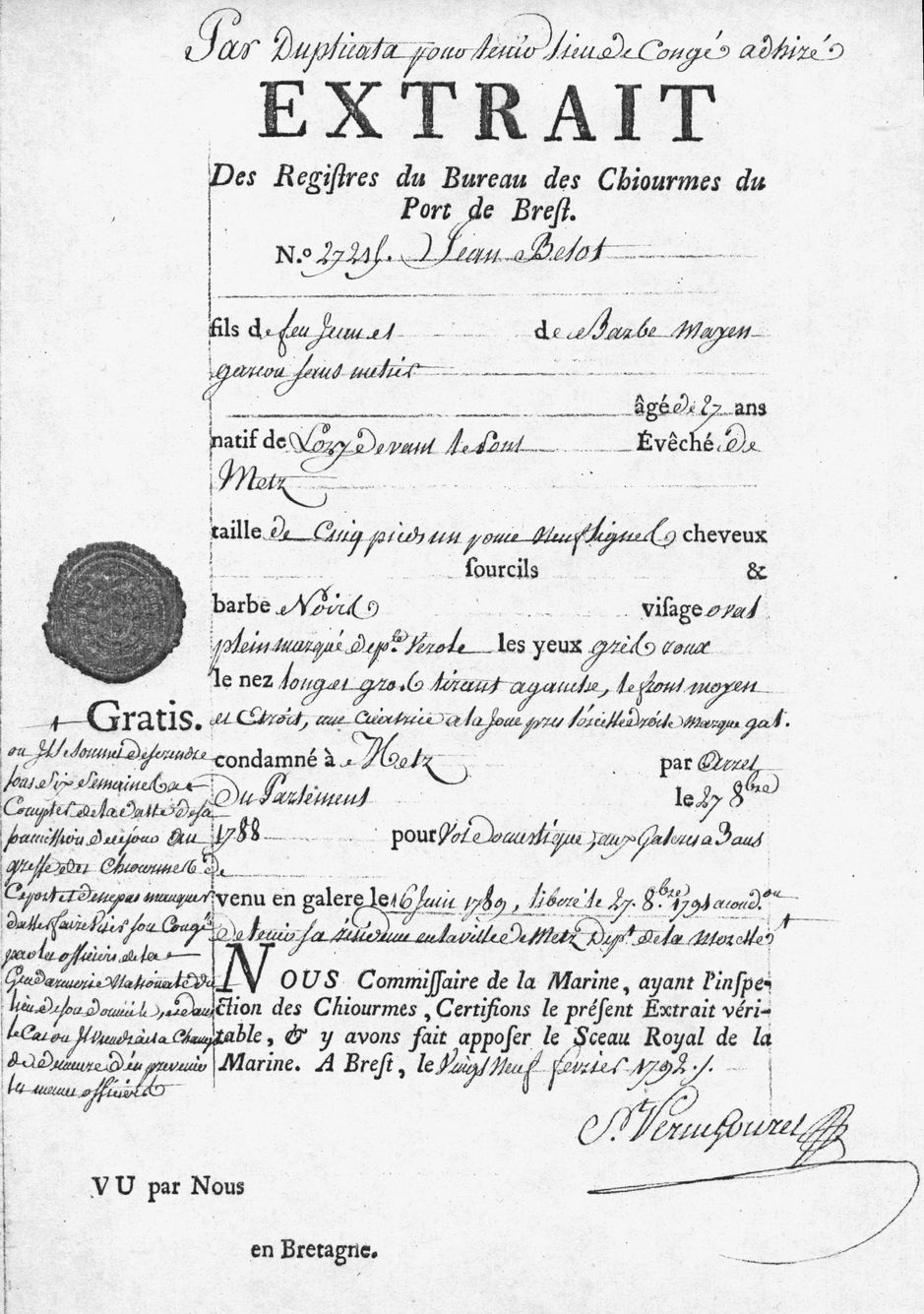
Extrait des registres du bagne de Brest en février 1792 autorisant le forçat à se rendre à Metz.

### La fin de la peine et la sortie
Comme pour les autres bagnes, les forçats, libérés pour avoir achevé leur peine, restent soumis à des contraintes durables. Un « congé de forçat » leur est remis comme passeport et justificatif pour se rendre dans la commune qu'ils ont - au moins officiellement - choisie comme résidence et qu'ils ne devront pas quitter sans formalité et justification. Des témoignages rapportent qu'en fait de choix, l'administration pouvait envoyer les détenus libérés où bon lui semblait, en particulier dans des lieux où ils ne connaissaient personne.
À leur libération, ils perçoivent la somme qu'ils ont pu économiser en travaillant au bagne, soit par leur travail à la petite fatigue, soit en rendant des services aux autres détenus ou en vendant leur production artisanale dans les échoppes du bagne. Ainsi, un ancien forçat put regagner la région de Montauban avec plus de 7 000 francs, et finit sa vie de manière si honorable qu'il était adjoint au maire à sa mort. La réinsertion était donc possible, même si difficile.

### Recours et remises de peine
Dans la dureté de leur condition, des requêtes restaient possibles à certaines époques, par exemple en vertu du code de 1791, ou de la « loi bienfaisante du 3 septembre 1792 ». Ainsi, le détenu enchaîné à Vidocq, qui l'aida à s'évader, avait-il été condamné en 1774 à la perpétuité pour un vol qu'il n'avait pas avoué même sous la torture, et sa peine a été commuée à 24 ans de travaux forcés après la Révolution.
D'autre part, des remises de peine étaient accordées pour les forçats acceptant d'exécuter certaines tâches des plus périlleuses. Il en va ainsi pour la mise à l'eau des navires, construits sur une rampe de lancement en pente, et retenus par une seule cale en bois. Le condamné qui réussissait à enlever la cale et à se réfugier assez rapidement dans le trou d'évitement était gracié. S'il n'était pas assez rapide, il mourrait écrasé sous le navire glissant rapidement vers la rade.
Le bagne a été également lieu de recrutement de troupes pour la défense et la protection des colonies. Alexandre Corréard, rescapé du radeau de la méduse, critique en effet dans des termes extrêmement sévères les soldats embarqués avec lui sur le radeau, et devant initialement être affecté dans la colonie du Sénégal : "La plupart de ces misérables n'étaient pas dignes de porter l'uniforme [de l'armée française]. C'était le rebut de toutes sortes de pays; c'était l'élite des bagnes, où l'on avait écumé le ramassis impur, pour en former la force chargée de la défense et de la protection de la colonie." L'auteur mentionne notamment que, à l'occasion de leurs ablutions, les autres passagers de la Méduse avaient pu remarquer sur le corps de ces soldats "la décoration réservée aux exploits qui les avaient conduit à servir dans les ports de Toulon, de Brest ou de Rochefort", autrement dit la marque au fer rouge des bagnes - flétrissure rétablie par le Code Pénal napoléonien de 1810. Le naufrage ayant eu lieu en 1816, les soldats flétris avaient donc été condamnés postérieurement à 1810. Cela laisse à penser, compte tenu de la durée habituelle de détention, que leur enrôlement comme soldat permettait d'abréger leur peine et de les faire quitter le bagne de façon anticipée.

### Évasions
Si les tentatives d'évasions ne sont pas rares, peu d'entre elles sont couronnées de succès. On estime à deux par an le nombre de fugitifs qui ne sont pas retrouvés. La plupart des évadés sont repris dans la journée. Ainsi, entre 1830 et 1836, on compte 350 tentatives d'évasions, dont seulement 14 auront permis au détenu de retrouver la liberté.
L'uniforme et les cheveux rasés rendent les bagnards facilement reconnaissables, mais surtout la faim et la fatigue rendent l'aventure particulièrement difficile. À cela s'ajoute la population alentour qui participe elle-même à la chasse à l'homme. Dès qu'une disparition est constatée, trois coups de canon sont tirés en direction de la campagne (la culture populaire attribue souvent l'expression "Tonnerre de Brest" à cet usage) annonçant une prime à toute personne qui ramènerait le fugitif ou permettrait sa capture : 100 francs si le fugitif est pris hors des murs de la ville, 50 francs dans la ville, et 25 francs dans les limites de l'arsenal. Au bruit du canon, nombre de citadins ou d'habitants des campagnes alentour s'arment de fusil, faux ou de toute autre arme et s'en vont en quête de l'évadé… et de la récompense promise - quitte à tirer quelques coups de feu si cela est nécessaire à l'arrestation.
Si cette traque s'avère insuffisante, le signalement du fuyard est envoyé à 40 km à la ronde le lendemain de l'évasion, et à toutes les grandes villes du pays ainsi qu'aux administrations de l'État le surlendemain.
Le forçat qui tente de s'évader encourt la bastonnade, la mise à l'isolement, et des prolongations de peine. Sous l'Empire, la prolongation est de 24 ans. Avant la Révolution et après 1818, elle est de trois ans, ou trois ans de double chaîne pour les condamnés à perpétuité, peine prononcée par le tribunal maritime spécial. Pour ceux repris dans les limites de l'arsenal, la peine reste la bastonnade (30 à 50 coups).
Quant aux surveillants, ils sont soumis à de fortes amendes, pouvant s'élever à 2400 francs à certaines époques - il est également mentionné que les officiers ou sous-officiers peuvent être condamnés à payer les frais de poursuite. Les marchands qui se voient confier des détenus pour travailler chez eux doivent également payer une amende en cas d'évasion.

## Forçats célèbres et histoires notables de condamnés
Loin des grandes figures romantiques décrites ici, la très grande majorité des forçats étaient des gens anonymes et ordinaires, des voleurs, falsificateurs ou criminels sans envergure que les circonstances avaient conduits là. Peu de détenus sortent réellement du lot par leur histoire ou par leur tempérament. Mais des 60 000 bagnards à être passés par Brest, l'Histoire retient néanmoins quelques figures :
- Eugène-François Vidocq, fils d'un boulanger d'Arras, il multiplia les vols et les escroqueries et fut condamné le 27 décembre 1796 par le tribunal criminel de Douai à huit ans de travaux forcés pour « faux en écritures publiques et authentiques ». Incarcéré à la prison de Bicètre, il est incorporé à une chaîne en partance pour le bagne de Brest. Au cours du voyage, il fait une première tentative d'évasion, ratée, en forêt de Compiègne. Sa deuxième tentative aura lieu à son arrivée au dépôt de Pontanézen. Sautant hors du mur d'enceinte, Vidocq se foule les deux chevilles et est repris. Après son transfert au bagne, il parvient à trouver, huit jours seulement après son arrivée, une tenue de matelot, qu'il arrivera à revêtir sur un chantier. Ainsi déguisé, il s'échappe de l'arsenal  et quitte Brest au plus vite, déjouant la surveillance d'un gardien des portes de la ville, ancien garde-chiourme. Repris un an plus tard, il sera déporté au bagne de Toulon dont il arrivera à s'évader également. Très bon connaisseur des milieux des brigands, il entrera dans la police comme indicateur, puis devint chef de la brigade de sûreté, un service de police aux méthodes peu orthodoxe spécialisé dans l'infiltration, aux résultats exceptionnels même si parfois controversés. Il fonda à la fin de sa vie la première agence de détectives privés[23].

- Pierre Coignard[24], alias le Comte Pontis de Sainte Hélène, est un imposteur célèbre. Il a été d’abord combattant des armées catholiques et royalistes de Charrette, avant d'être condamné au bagne pour vol. Il s'évade de Brest en 1805 et prend pour pseudonyme le nom d'un officier décédé. Il mène sous l'Empire une brillante carrière militaire jusqu'à devenir, à la Restauration, Lieutenant-colonel de la légion de la Seine. En 1819, au cours d'une cérémonie place Vendôme, il est reconnu par un ancien détenu. Il renoue avec la détention au bagne de Toulon, puis est transféré à Brest dix ans plus tard, où il jouit d'un grand respect et d'une autorité incontestable. Il décède en 1834. Il semble avoir également ordonné des prêtres en se faisant passer pour un évêque.
- Jean-Baptiste-Nicolas, fils de Jean-Baptiste Armonville, un des rares ouvriers députés de la Convention. Prisonnier à l'abbaye de Clairvaux, il participe à une tentative d'évasion organisée par des compagnons de cellule, mais l'un d'eux dénonce le complot. Ayant blessé son dénonciateur, il est poursuivi pour tentative d'assassinat. Condamné le 11 mars 1816 aux travaux forcés à perpétuité, il est marqué au fer rouge des lettres « TP » et exposé au carcan sur la place publique de Troyes, avant d'être envoyé au bagne de Brest, où il reste de 1816 à 1850[25]. Après la révolution de février 1848, sa famille fait des démarches auprès d'Hippolyte Carnot, fils du conventionnel, membre du gouvernement provisoire. L'enquête ayant établi qu'il avait été principalement condamné à cause de ses origines, sa grâce est signée par le Président de la République le 4 mai 1850. Libéré après 34 ans de captivité, il rentre dans sa ville natale.

- L'abbé Joseph Contrafatto[26], originaire de Sicile, arrive à Paris pour exercer le ministère du culte. Le 29 juillet 1827, il invite chez lui une petite fille de 5 ans, Hortense Le Bon, résidant dans son immeuble. Il referme la porte à clef et, selon le témoignage de la mère de l'enfant, « se livre sur elle aux actes de la plus hideuse brutalité » par la force et sous la menace. Celle-ci porte plainte pour viol (« attentat » dans le langage de l'époque). Arrêté, l'abbé Contrafatto est relaxé quelques jours après par la cour, estimant qu'il n'existe pas de charges suffisantes. Mais il croise, dans les jours qui suivent, Mme Le Bon. Ils se disputent, le ton monte, la querelle dégénère et le prêtre frappe sa voisine d'un violent coup de poing qui la met à terre. Pris à partie par la foule, il se réfugie, pour éviter d'être lynché, dans une église où il est arrêté. L'abbé est condamné le 15 octobre 1827 aux travaux forcés, au terme d'une procédure qui fait grand bruit : à travers le débat sur la culpabilité de l'homme d'Église s'est largement superposé un combat ouvert entre les anticléricaux et les catholiques, notamment dans la presse. En 1841, l'avocat Charles Ledru, qui avait défendu la petite Hortense Le Bon et obtenu la condamnation de Contrafatto, se rendit compte que celui-ci était probablement innocent, et que les témoignages qui avaient convaincu le jury d'assise étaient inspirés par les passions politiques. Charles Ledru sollicita la grâce du prêtre. Plusieurs autres personnes persuadées de l'innocence du condamné agissaient auprès des autorités en sa faveur ; l'intervention de l'avocat qui avait obtenu la condamnation fut sans doute déterminante. Contrafatto, qui avait été retiré du Bagne de Brest pour la maison correctionnelle de Rennes plusieurs années auparavant, fut gracié en 1845. Désirant reprendre son ministère en Italie, il demanda à Charles Ledru une lettre exposant les circonstances de sa condamnation, et l'opinion que l'avocat accusateur en avait. Ledru accéda à cette demande ; cette lettre qui critiquait la chose jugée, divulguée quelques mois plus tard, lui valut une campagne de presse et une suspension du barreau[27].
- L'abbé Jean-Baptiste Delacollonge[28] a connu, avant sa déportation au bagne de Brest, une existence des plus sulfureuses. Dès son ordination, il s'avère incapable de résister à la tentation et entretien des liaisons d'abord avec des maîtresses, puis avec des prostituées. Muté à plusieurs reprises dans le diocèse de Lyon, il est finalement envoyé dans le village de Sainte-Marie-la-Blanche, où le rejoint Fanny Besson, sa jeune maîtresse lyonnaise, qui est présentée comme sa cousine. Mais cette relation fait du bruit, et Fanny part un temps s'installer à Chalon-sur-Saône, puis à Dijon, où le prêtre la rejoint dès qu'il le peut. Après un accouchement d'un enfant mort-né, elle revient s'installer avec lui à Sainte-Marie, dans le presbytère. Une nouvelle qui n'est pas du goût des paroissiens : sous la pression, Fanny doit à nouveau partir. Pensant qu'ils seraient plus heureux morts, le prêtre étrangle son amante le 25 août 1835, puis, voulant faire croire au départ précipité de la jeune femme, la découpe, jette ses viscères dans les toilettes, et met les restes de son corps dans un sac qu'il va jeter dans un étang. Quand le sac est découvert, Jean-Baptiste Delacollonge tente de fuir en Suisse mais est rattrapé peu avant de franchir la frontière. En 1836, son procès dure deux jours et fait grand bruit. Il est condamné aux travaux forcés à perpétuité, et meurt au bagne de Brest où, semble-t-il, il jouissait d'une très bonne réputation.

## Postérité
Outre les ouvrages édifiés ou aménagements réalisés par les bagnards, l'importance du bagne de Brest dans la ville et dans le système pénitentiaire de l'époque laissera des marques durables dans la société française, la culture ou l'imaginaire collectif.
La célèbre expression « Tonnerre de Brest » est souvent attribuée, à tort, à l'usage des trois coups de canon donnés pour signaler les évasions des bagnards de Brest.
Le bonnet rouge, attribué aux condamnés à une peine d'une durée déterminée, a eu une importance particulière dans le symbole républicain qu'est devenu le bonnet phrygien à la Révolution française. En 1792, des soldats en garnison à Nancy se sont révoltés contre leurs officiers, qu'ils accusaient de voler une partie de leur solde. L'insurrection alerta Paris, qui décida de réprimer la mutinerie dans le sang, avec un lourd bilan de 300 morts. Une partie des rescapés fut condamné à la détention au bagne de Brest. Devenu un enjeu politique au cœur de la Révolution, après avoir été défendus par les seuls Jacobins et Marat, l'opinion prend finalement le parti des insurgés après la fuite de Varennes. Les condamnés sont graciés en 1792 par l'Assemblée législative. Ils reviennent à Paris coiffés du bonnet rouge des bagnards et sont, selon Auguste Dupouy, reçus en triomphe par la population, devenus symboles de héros s'étant dressés contre l'oppression royale. Leur bonnet rouge de bagnard devient paradoxalement un symbole de liberté et vient renforcer la popularité du bonnet phrygien, emblème de la République.

## Livres
- Histoire des bagnes, depuis leur création jusqu'à nos jours : Brest, Toulon, Rochefort, Lorient, Cayenne, Nouvelle-Calédonie par Pierre Zaccone[30].